# Список песен Аллы Пугачёвой
В репертуар Аллы Пугачёвой входит около 500 песен на русском, английском, немецком, португальском, французском, иврите, финском, украинском языках.

Помимо сольных выступлений Пугачёва имеет в репертуаре несколько дуэтов как с российскими, так и с зарубежными исполнителями, среди которых — София Ротару, Барри Манилоу, Токико Като, Джо Дассен, Удо Линденберг, Herreys, Bobbysocks, Владимир Кузьмин и другие.
На песни из репертуара Пугачёвой записаны кавер-версии исполнителями поп, рок и хип-хоп музыки из разных стран мира, среди которых — Патрисия Каас («Мне нравится»), Лара Фабиан («Любовь, похожая на сон»), Муслим Магомаев («Every night and every day»), Би-2 («Бумажный змей»), Егор Крид («Миллион алых роз») и другие. Кроме этого 50 Cent в своём хите «Piggy Bank» использовал сэмпл из песни «Сонет Шекспира».
В 2020 году песня «Миллион алых роз» из репертуара Пугачёвой стала саундтреком к мультфильму «Душа» (США) в версиях для домашнего просмотра и на кинопорталах. В 2023 году её сингл «Арлекино» был использован в трейлере игры «Atomic Heart».
Наиболее популярными песнями из репертуара Пугачёвой в России, странах Восточной Европы и Центральной Азии являются — «Позови меня с собой», «Не отрекаются любя», «Миллион алых роз», «Этот мир», «Опять метель», «А знаешь, все ещё будет», «Айсберг», «Мне нравится», «Любовь, похожая на сон», «Волшебник-недоучка», «Надо же». В странах Западной Европы в 1980-е и начале 1990-х годов были популярными англоязычные песни певицы, такие как «Superman», «Every night and every day» и «Moscow Rock». В 2018 году новый сингл Пугачёвой «Я летала» вошёл в Top-10 iTunes в России, Израиле, Казахстане, Латвии, Норвегии, Украине.
Журнал Billboard отметил, что Пугачёва «стоит в одном ряду с такими великими музыкантами музыкальной индустрии всех времён, как Бинг Кросби, Элвис Пресли и Майкл Джексон».
В основном списке представлено 485 песен.

## Список песен
Песни представлены в хронологическом порядке.

В основной список не включены:
- стихи, не являющиеся песнями;
- песни, написанные Аллой Пугачёвой для других исполнителей и никогда ею не исполнявшиеся;
- ремиксы, дубли и различные варианты одной и той же песни. Исключения составляют:
  - песни, написанные на одну и ту же музыку, но с разным текстом («Как тревожен этот путь» и «Every night and every day», «Белая дверь» и «Through the eyes of a child» и т. д.);
  - варианты одних и тех же песен, но исполнявшиеся на разных языках («Звёздное лето» и «Tähtikesä», «Святая ложь» и «Sacred lie» и т. д.);
- песни, адресованные и посвящённые Пугачёвой другими исполнителями.

Оранжевым выделены песни, которые были только записаны в студии и ни разу не исполнялись в концертах (live).

Зелёным выделены песни, которые исполнялись только в концертах (live) и никогда не были записаны в студии.

Без выделения оставлены те песни, которые и записывались в студии, и исполнялись в концертах.

Курсивом отмечены песни, записи которых на сегодняшний день считаются утерянными или не сохранились.
| Год  | Название                                                   | Авторы музыки                                   | Авторы текста                                                                                                   | Примечания |
| ---- | ---------------------------------------------------------- | ----------------------------------------------- | --- | --- |
| 1965 | Робот                                                      | Мерабов Левон                                   | Танич Михаил | Первая песня в репертуаре Аллы Пугачёвой и её первая студийная запись. Записана для радиопередачи «С добрым утром!» Всесоюзного радио. Исполнялась на первой гастрольной поездке с мосэстрадой (декабрь 1965); на гастролях по Заполярью с агитбригадой радиостанции «Юность» (1967—1968); в концертной программе «Бумажный кораблик» на гастролях с коллективом ГУЦЭИ по рекам Сибири (лето 1969 года). Студийная запись (далее — «студ.»): 1965 |
| 1965 | Белый свет                                                 | Фельцман Оскар                                  | Танич Михаил, Шаферан Игорь                                                                                     | Исполнялась на первой гастрольной поездке с мосэстрадой (декабрь 1965). Студ. не записывалась. Запись исполнения не сохранилась |
| 1965 | Оранжевая песня                                            | Певзнер Константин                              | Арканов Аркадий, Горин Григорий                                                                                 | Исполнялась в первой гастрольной поездке с мосэстрадой (декабрь 1965) Студ. не записывалась Запись исполнения не сохранилась |
| 1965 | Про дикого вепря                                           | Высоцкий Владимир                               | Высоцкий Владимир                                                                                               | Исполнялась на первой гастрольной поездке с мосэстрадой (декабрь 1965) Студ. не записывалась Запись исполнения не сохранилась |
| 1966 | Как бы мне влюбиться                                       | Шаинский Владимир                               | Брянский Борис                                                                                                  | Записана для радиопередачи «С добрым утром!» Всесоюзного радио Студ.: 1966 |
| 1966 | Не спорь со мной                                           | Шаинский Владимир                               | Гаджикасимов Онегин                                                                                             | Записана для радиопередачи «С добрым утром!» Всесоюзного радио Студ.: 1966 |
| 1966 | Дрозды                                                     | Шаинский Владимир                               | Островой Сергей                                                                                                 | Записана для радиопередачи «С добрым утром!» Всесоюзного радио Студ.: 1966 |
| 1966 | Наше счастье                                               | Аверкин Александр                               | Бутенко Вениамин, Георгиев Георгий                                                                              | Записана для радиопередачи «С добрым утром!» Всесоюзного радио Исполнялась в концертной программе «Бумажный кораблик» на гастролях с коллективом ГУЦЭИ (лето 1969) Студ.: 1966 |
| 1966 | По грибы                                                   | Гамалия Вадим                                   | Танич Михаил | Студ.: 1966 |
| 1966 | Хожу-вожу                                                  | Гамалия Вадим                                   | Дербенёв Леонид                                                                                                 | Студ.: 1966 Запись исполнения не сохранилась |
| 1966 | Иду из кино                                                | Савельев Борис                                  | Кашежева Инна                                                                                                   | Студ.: 1966 |
| 1966 | Великан                                                    | Кудряшов Виктор                                 | Рябинин Михаил                                                                                                  | Монтажный дуэт с Эдуардом Хилем Студ.: 1966 |
| 1967 | Единственный вальс                                         | Пугачёва Алла                                   | Пугачёва Алла                                                                                                   | Первая песня, написанная Пугачёвой. Исполнялась во время гастрольной поездки по Заполярью с агитбригадой радиостанции «Юность» (1967—1968) Студ. не записывалась |
| 1967 | Король, цветочница и шут                                   | Шаинский Владимир                               | ? | Исполнялась во время гастрольной поездки по Заполярью с агитбригадой радиостанции «Юность» (1967—1968) Студ.: 1972 (?) |
| 1967 | Утро стелет холод на снегу                                 | Белостоцкая Лидия                               | Крылов Сергей                                                                                                   | Исполнялась во время гастрольной поездки по Заполярью с агитбригадой радиостанции «Юность» (1967—1968) Студ. не записывалась |
| 1968 | Просто очень люблю                                         | Акимов Кирилл                                   | Филиппова Карина                                                                                                | Исполнялась во время гастрольной поездки по Заполярью с агитбригадой радиостанции «Юность» (зима-весна 1968); в концертной программе «Бумажный кораблик» на гастролях с коллективом ГУЦЭИ (лето 1969); в период работы в ВИА «Новый электрон» под упр. Валерия Приказчикова (1969); в период работы в оркестре под упр. Олега Лундстрема (1972 — начало 1973) Студ. не записывалась |
| 1968 | Ёлка машет лапой                                           | Вахнюк Борис (?)                                | Крылов Сергей                                                                                                   | Исполнена в дуэте с Борисом Вахнюком Студ. не записывалась |
| 1968 | Не гляди назад                                             | Зив Михаил                                      | Клячкин Евгений                                                                                                 | Исполнялась во время гастрольной поездки по Заполярью с агитбригадой радиостанции «Юность» (1967—1968) Студ. не записывалась Запись исполнения не сохранилась |
| 1968 | Терема                                                     | Вахнюк Борис                                    | Вахнюк Борис | Первоначальный вариант с музыкой Бориса Вахнюка. Записана для радиостанции «Юность». Исполнялась в концертной программе «Бумажный кораблик» на гастролях с коллективом ГУЦЭИ (лето 1969) Студ.: 1969 |
| 1968 | Джинн                                                      | Вахнюк Борис (?)                                | Медведев Феликс (?)                                                                                             | О нефти, природном газе и геологах Студ.: 1968 Запись исполнения не сохранилась |
| 1968 | Нищая                                                      | Алябьев Александр                               | Беранже Пьер-Жан, перевод Ленский Дмитрий (перевод)                                                             | Исполнена на дне рождения города Тарко-Сале во время гастрольной поездки с агитбригадой радиостанции «Юность» (1967—1968) по Тюменской области в январе 1968 года Студ. не записывалась |
| 1968 | Я тебя поцеловала                                          | Пугачёва Алла                                   | Николаев Александр                                                                                              | Первоначальный вариант песни на слова Александа Николаева с изменённой музыкой Студ. не записывалась |
| 1968 | Детские сказки                                             | Глуз Михаил                                     | Тупиков Игорь                                                                                                   | Исполнена на одном из студенческих концертов в музыкальном училище им. М. И. Ипполитова-Иванова Студ. не записывалась |
| 1968 | Дороги                                                     | Мовсесян Георгий                                | Вахнюк Борис, Землянский Анатолий                                                                               | Исполнена на выпускном экзамене в музыкальном училище им. М. И. Ипполитова-Иванова в июне 1968 года Студ. не записывалась Запись исполнения не сохранилась |
| 1969 | Орлёнок                                                    | Белый Виктор                                    | Шведов Яков | Исполнялась в концертной программе «Бумажный кораблик» на гастролях с коллективом ГУЦЭИ (лето 1969) Студ. не записывалась Запись исполнения не сохранилась |
| 1969 | Синяя вода                                                 | ?                                               | ? | Исполнялась в концертной программе «Бумажный кораблик» на гастролях с коллективом ГУЦЭИ (лето 1969) Студ. не записывалась Запись исполнения не сохранилась |
| 1969 | А я такая                                                  | Акимов Кирилл                                   | Филиппова Карина                                                                                                | Исполнялась в концертной программе «Бумажный кораблик» на гастролях с коллективом ГУЦЭИ (лето 1969); в период работы в ВИА «Новый электрон» под упр. Валерия Приказчикова (1969); в период работы в оркестре под упр. Олега Лундстрема (1972 — начало 1973) Студ. не записывалась Запись исполнения не сохранилась |
| 1969 | Наплачешься со мной                                        | ?                                               | ? | Исполнялась в концертной программе «Бумажный кораблик» на гастролях с коллективом ГУЦЭИ (лето 1969); в период работы в ВИА «Новый электрон» под упр. Валерия Приказчикова (1969) Студ. не записывалась Запись исполнения не сохранилась |
| 1969 | Надоело это                                                | Таривердиев Микаэл                              | Коростылёв Вадим                                                                                                | Записана для кинофильма «Король-олень» (режиссёр Павел Арсёнов) Студ.: 1969 |
| 1969 | Я уступаю                                                  | Таривердиев Микаэл                              | Коростылёв Вадим                                                                                                | Записана для кинофильма «Король-олень» (режиссёр Павел Арсёнов) Студ.: 1969 |
| 1969 | Баллада Анджелы (Уехал рыцарь мой)                         | Таривердиев Микаэл                              | Коростылёв Вадим                                                                                                | Записана для кинофильма «Король-олень» (режиссёр Павел Арсёнов) Студ.: 1969 |
| 1969 | Дуэт Короля и Анджелы (Про любовь)                         | Таривердиев Микаэл                              | Коростылёв Вадим                                                                                                | Дуэт с Юрием Яковлевым. Записана для кинофильма «Король-олень» (режиссёр Павел Арсёнов) Студ.: 1969 |
| 1970 | Начинается наш рассказ                                     | Артемьев Эдуард                                 | Найман Анатолий                                                                                                 | Записана для телефильма «Удивительный мальчик» (режиссёры Александр Орлов, Леонид Пекур) Студ.: 1970 |
| 1970 | Баллада про королевскую дочь, всадника и разбойников       | Артемьев Эдуард                                 | Найман Анатолий                                                                                                 | Записана для телефильма «Удивительный мальчик» (режиссёры Александр Орлов, Леонид Пекур) Студ.: 1970 |
| 1970 | Шаг, шаг, ещё шажок                                        | Артемьев Эдуард                                 | Найман Анатолий                                                                                                 | Записана для телефильма «Удивительный мальчик» (режиссёры Александр Орлов, Леонид Пекур) Студ.: 1970 |
| 1970 | Вот и кончился наш рассказ                                 | Артемьев Эдуард                                 | Найман Анатолий                                                                                                 | Записана для телефильма «Удивительный мальчик» (режиссёры Александр Орлов, Леонид Пекур) Студ.: 1970 |
| 1971 | У меня, Марины                                             | Мажуков Алексей                                 | Козловский Яков                                                                                                 | Исполнялась в период работы в ВИА «Москвичи» (1971); в оркестре под упр. Олега Лундстрема (1972 — начало 1973) Студ.: 1971 Запись исполнения не сохранилась |
| 1971 | Вокализ из кинофильма «Печки-лавочки»                      | ?                                               | | Дуэт с Михаилом Филипповым. Вокализ записан солистами ВИА «Москвичи» для кинофильма «Печки-лавочки» (режиссёр Василий Шукшин) Студ.: 1971 |
| 1971 | Лодочка                                                    | Лозовой Валерий                                 | Латынин Леонид                                                                                                  | Исполнялась в концертной программе «Ты, я и песня» в период работы в ВИА «Москвичи» под упр. Виталия Кретюка (1973—1974); в период работы в ВИА «Весёлые ребята» под упр. Павла Слободкина (1974—1976) Студ.: 1971 |
| 1972 | Te ador                                                    | Бонфа Луис Флориано                             | Мария Антонио де                                                                                                | На португальском языке. В переводе на русский — «Обожаю тебя». Записана для кинофильма «Монолог» (режиссёр Илья Авербах) Студ.: 1972 |
| 1972 | Мой городок                                                | Гладков Геннадий                                | Энтин Юрий | Записана для телефильма «Стоянка поезда — две минуты» (режиссёры Марк Захаров, Александр Орлов) Студ.: 1972 |
| 1972 | Предчувствия                                               | Гладков Геннадий                                | Энтин Юрий | Дуэт с Олегом Видовым. Записана для телефильма «Стоянка поезда — две минуты» (режиссёры Марк Захаров, Александр Орлов) Студ.: 1972 |
| 1972 | Песенка официантки                                         | Гладков Геннадий                                | Энтин Юрий | Записана для телефильма «Стоянка поезда — две минуты» (режиссёры Марк Захаров, Александр Орлов) Студ.: 1972 |
| 1972 | Или-или                                                    | Гладков Геннадий                                | Энтин Юрий | Записана для телефильма «Стоянка поезда — две минуты» (режиссёры Марк Захаров, Александр Орлов) Студ.: 1972 |
| 1972 | Уходит мой поезд                                           | Акимов Кирилл                                   | Каменецкий Юрий                                                                                                 | Исполнялась в период работы в оркестре под упр. Олега Лундстрема (1972 — начало 1973) Студ. не записывалась |
| 1972 | О любви                                                    | Акимов Кирилл                                   | ? | Исполнялась в период работы в оркестре под упр. Олега Лундстрема (1972 — начало 1973) Студ. не записывалась Запись исполнения не сохранилась |
| 1972 | Кручина                                                    | Чёрный Алексей                                  | Станиловский Наум                                                                                               | Исполнялась в период работы в оркестре под упр. Олега Лундстрема (1972 — начало 1973) Студ.: 1972 Запись исполнения не сохранилась |
| 1972 | Дождь (Мужичок с ноготок)                                  | Дель Турко Рикардо, Бигацци Джанкарло           | Глезер Александр                                                                                                | Исполнялась в период работы в оркестре под упр. Олега Лундстрема (1972 — начало 1973); в концертной программе «Ты, я и песня» в период работы в ВИА «Москвичи» под упр. Виталия Кретюка (1973—1974) Студ. не записывалась |
| 1973 | Сердце любить должно                                       | Тухманов Давид                                  | Шаферан Игорь                                                                                                   | Записана для телефильма «Эта весёлая планета» (режиссёры Юрий Сааков, Юрий Цветков). В окончательный вариант фильма не вошла Студ.: 1973 |
| 1973 | Хороший ты парень, Наташка                                 | Шаинский Владимир                               | Ибряев Константин                                                                                               | Студ.: 1973 |
| 1973 | Песенка Рыжехвостенькой (Белочка)                          | Шаинский Владимир                               | Пляцковский Михаил                                                                                              | Записана для музыкальной аудиосказки «Дважды-два — четыре» Студ.: 1973 |
| 1973 | Всё мы делим пополам                                       | Шаинский Владимир                               | Пляцковский Михаил                                                                                              | Дуэт с Эдуардом Хилем. Записана для музыкальной аудиосказки «Дважды-два — четыре» Студ.: 1973 |
| 1973 | На свете невозможное случается                             | Шаинский Владимир                               | Пляцковский Михаил                                                                                              | Записана для музыкальной аудиосказки «Дважды-два — четыре» Студ.: 1973 |
| 1973 | Всё бывает в первый раз                                    | Чёрный Алексей                                  | Пляцковский Михаил                                                                                              | Студ.: 1973 |
| 1973 | Мы такими же станем                                        | ?                                               | ? | Дуэт с Юлием Слободкиным Студ.: 1973 |
| 1973 | Берёза белая                                               | Шаинский Владимир                               | Овсянникова Людмила                                                                                             | Дуэт с Юлием Слободкиным. Исполнялась вторым голосом в концертной программе «Ты, я и песня» в период работы в ВИА «Москвичи» под упр. Виталия Кретюка (1973—1974) Студ. не записывалась |
| 1973 | Московские ворота                                          | Гарин Леонид                                    | Олев Наум | Дуэт с Юлием Слободкиным. Исполнялась в концертной программе «Ты, я и песня» в период работы в ВИА «Москвичи» под упр. Виталия Кретюка (1973—1974) Студ. не записывалась |
| 1973 | Рядом ты и любовь                                          | Гаспарян Г.                                     | Дементьев Андрей                                                                                                | Дуэт с Юлием Слободкиным. Исполнялась в концертной программе «Ты, я и песня» в период работы в ВИА «Москвичи» под упр. Виталия Кретюка (1973—1974) Студ. не записывалась |
| 1973 | Две души                                                   | Шаинский Владимир                               | Островой Сергей                                                                                                 | Дуэт с Юлием Слободкиным. Исполнялась в концертной программе «Ты, я и песня» в период работы в ВИА «Москвичи» под упр. Виталия Кретюка (1973—1974) Студ. не записывалась |
| 1973 | Сколько счастья у людей                                    | Савельев Борис                                  | Пляцковский Михаил                                                                                              | Дуэт с Юлием Слободкиным. Исполнялась в концертной программе «Ты, я и песня» в период работы в ВИА «Москвичи» под упр. Виталия Кретюка (1973—1974) Студ. не записывалась |
| 1973 | Давай поговорим                                            | Ханок Эдуард                                    | Резник Илья | Дуэт с Юлием Слободкиным. Исполнялась в концертной программе «Ты, я и песня» в период работы в ВИА «Москвичи» под упр. Виталия Кретюка (1973—1974) Студ. не записывалась |
| 1973 | Пойду ль я, выйду ль я                                     | народная                                        | народная | Дуэт с Юлием Слободкиным. Исполнялась в концертной программе «Ты, я и песня» в период работы в ВИА «Москвичи» под упр. Виталия Кретюка (1973—1974) Студ. не записывалась |
| 1973 | Жил-был старик                                             | Добрынин Вячеслав                               | Дюнин Виктор | Исполнялась в концертной программе «Ты, я и песня» в период работы в ВИА «Москвичи» под упр. Виталия Кретюка (1973—1974) Студ. не записывалась |
| 1973 | Берёзовая рощица                                           | Ефремов Игорь                                   | Боков Виктор | Исполнялась в концертной программе «Ты, я и песня» в период работы в ВИА «Москвичи» под упр. Виталия Кретюка (1973—1974) Студ. не записывалась |
| 1973 | Реченька                                                   | народная                                        | народная | В репертуаре с 1973 года, когда исполнялась в концертной программе «Ты, я и песня» в период работы в ВИА «Москвичи» под упр. Виталия Кретюка (1973—1974). В дальнейшем на протяжении всей творческой карьеры Пугачёва неоднократно исполняла её в различных концертах, например на гала-концерте Аллы Пугачёвой и ВИА «Весёлые ребята» в Болгарии (1976), на выступлении в качестве почётного гостя на фестивале «Сопот-76» в Польше (1976), на фестивале «Интервидение-78» в Сопоте, Польша (1976), на концерте для гостей Олимпиады-1980, в фильме «Пришла и говорю» (1985), в концертной программе «Избранное» (1998—1999 гг.) и на многих других выступлениях 2 студ.: 1980, 1984 |
| 1973 | Я вас люблю                                                | Добрынин Вячеслав                               | Олев Наум | Исполнялась в дуэтом с Юлием Слободкиным в концертной программе «Ты, я и песня» в период работы в ВИА «Москвичи» под упр. Виталия Кретюка (1973—1974). В студийных записях дуэты со Львом Лещенко (1975) и Анатолием Алёшиным (1975, в составе ВИА «Весёлые ребята» под упр. Павла Слободкина) 2 студ.: 1975 |
| 1973 | Ермолова с Чистых прудов                                   | Богословский Никита                             | Дыховичный Владимир, Слободской Морис, Червинский Михаил, Симонов Константин (вставки стихотворения «Жди меня») | Исполнялась в концертной программе «Ты, я и песня» в период работы в ВИА «Москвичи» под упр. Виталия Кретюка (1973—1974); в период работы в ВИА «Весёлые ребята» под упр. Павла Слободкина (1974—1976). Также исполнена на V Всесоюзном конкурсе артистов эстрады (ноябрь 1974) вместе с песней «Посидим, поокаем» Студ. не записывалась |
| 1973 | Посидим, поокаем                                           | Шепета (Муромцев) Александр                     | Резник Илья | Исполнялась в концертной программе «Ты, я и песня» в период работы в ВИА «Москвичи» под упр. Виталия Кретюка (1973—1974); в период работы в ВИА «Весёлые ребята» под упр. Павла Слободкина (1974—1976). Также исполнена на V Всесоюзном конкурсе артистов эстрады (ноябрь 1974) вместе с песней «Ермолова с Чистых прудов» 2 студ.: 1974, 1975 |
| 1973 | Если улыбаются веснушки                                    | Птичкин Евгений                                 | Пляцковский Михаил                                                                                              | Записана для телефильма «Аварийное положение» (режиссёр Борис Дуров) |
| 1974 | Вспоминай меня                                             | Добрынин Вячеслав                               | Тушнова Вероника                                                                                                | Исполнялась в период работы в ВИА «Весёлые ребята» под упр. Павла Слободкина (1974—1976) Студ.: 1974 |
| 1975 | И продолженье следует                                      | Левитин Юрий                                    | Матусовский Михаил                                                                                              | Записана для телефильма «Такая короткая долгая жизнь» (режиссёр Константин Худяков) Студ.: 1975 |
| 1975 | И кто виноват                                              | Зацепин Александр                               | Дербенёв Леонид                                                                                                 | Записана для кинофильма «Между небом и землёй» (режиссёры Михаил Бадикяну, Валерий Харченко). В окончательный вариант фильма не вошла Студ.: 1975 |
| 1975 | Любовь одна виновата                                       | Зацепин Александр                               | Дербенёв Леонид                                                                                                 | Записана для кинофильма «Центровой из поднебесья» (режиссёр Исаак Магитон) Студ.: 1975 |
| 1975 | Бубен шамана                                               | Зацепин Александр                               | Дербенёв Леонид                                                                                                 | Записана для кинофильма «Центровой из поднебесья» (режиссёр Исаак Магитон) Студ.: 1975 |
| 1975 | Угу-гу                                                     | Зацепин Александр                               | Дербенёв Леонид                                                                                                 | Записана для кинофильма «Центровой из поднебесья» (режиссёр Исаак Магитон) Студ.: 1975 |
| 1975 | До свиданья, лето                                          | Зацепин Александр                               | Дербенёв Леонид                                                                                                 | Записана для кинофильма «Центровой из поднебесья» (режиссёр Исаак Магитон) Студ.: 1975 |
| 1975 | Верблюд                                                    | Зацепин Александр                               | Дербенёв Леонид                                                                                                 | Записана для кинофильма «Центровой из поднебесья» (режиссёр Исаак Магитон). Исполнена вторым голосом с солистами ВИА «Весёлые ребята» — Робертом Мушкамбаряном и Александром Барыкиным Студ.: 1975 |
| 1975 | По улице моей                                              | Таривердиев Микаэл                              | Ахмадулина Белла                                                                                                | Записана для телефильма «Ирония судьбы, или С лёгким паром!» (режиссёр Эльдар Рязанов) Студ.: 1975 |
| 1975 | На Тихорецкую                                              | Таривердиев Микаэл                              | Львовский Михаил                                                                                                | Записана для телефильма «Ирония судьбы, или С лёгким паром!» (режиссёр Эльдар Рязанов) Студ.: 1975 |
| 1975 | Мне нравится                                               | Таривердиев Микаэл                              | Цветаева Марина                                                                                                 | Записана для телефильма «Ирония судьбы, или С лёгким паром!» (режиссёр Эльдар Рязанов) Студ.: 1975 |
| 1975 | У зеркала                                                  | Таривердиев Микаэл                              | Цветаева Марина                                                                                                 | Записана для телефильма «Ирония судьбы, или С лёгким паром!» (режиссёр Эльдар Рязанов) Студ.: 1975 |
| 1975 | У той горы                                                 | Тухманов Давид                                  | Харитонов Владимир                                                                                              | Исполнялась вторым голосом в период работы в ВИА «Весёлые ребята» под упр. Павла Слободкина (1974—1976) Студ.: 2009 |
| 1975 | Отчего                                                     | Антонов Юрий                                    | Сашко (Тухманова) Татьяна                                                                                       | Исполнялась вторым голосом в период работы в ВИА «Весёлые ребята» под упр. Павла Слободкина (1974—1976) Студ. не записывалась |
| 1975 | Не забывай, Земля глядит на нас                            | Атовмян Дмитрий                                 | Писаржевская Ольга, Монастырёв Анатолий                                                                         | Дуэт с Александром Лерманом Студ.: 1975 |
| 1975 | Дальние дали                                               | Дога Евгений                                    | Мильдон-Лазарев Владимир                                                                                        | Записана для документального телефильма «Москва — Владивосток» (реж. Аскольд Караваев) Студ.: 1975 |
| 1975 | Ты снишься мне                                             | Мажуков Алексей                                 | Шумаков Николай                                                                                                 | Исполнялась на международном конкурсе эстрадных исполнителей «Золотой Орфей» в Болгарии в июне 1975 года Студ.: 1975 |
| 1975 | Очень хорошо                                               | Мажуков Алексей                                 | Галинский Давыд (Усманов Давид)                                                                                 | Исполнялась в период работы в ВИА «Весёлые ребята» под упр. Павла Слободкина (1974—1976), а также на сольных концертах 1977—1978 г. В новой версии исполнена на фестивале «Новая волна 2015» в Сочи 2 октября 2015 года 2 студ.: 1975, 2015 |
| 1975 | Арлекино                                                   | Димитров Эмил, Слободкин Павел (обработка)      | Баркас Борис | Исполнялась в период работы в ВИА «Весёлые ребята» под упр. Павла Слободкина (1974—1976) с мая 1975 г. и на сольных выступлениях певицы все последующие годы до 1983 г. Также исполнялась на международном конкурсе эстрадных исполнителей «Золотой Орфей» в Болгарии в июне 1975 года. Студ.: 1975 г. Была выпущена отдельным синглом в Болгарии. |
| 1975 | Люблю тебя, Ленинград (Я вновь хочу увидеть Ленинград)     | Заберский Ангел                                 | Голев Владимир                                                                                                  | Исполнена на международном конкурсе эстрадных исполнителей «Золотой Орфей» в Болгарии в июне 1975 года Студ. не записывалась |
| 1975 | Как много радости                                          | Попова Зорница                                  | ? | Дуэт-экспромт с Карлом Уэйном. Исполнен на гала-концерте международного конкурса эстрадных исполнителей «Золотой Орфей» в Болгарии 7 июня 1975 года Студ. не записывалась |
| 1975 | Эльтиген                                                   | Лядова Людмила                                  | Владимов Михаил                                                                                                 | Исполнена вторым голосом с солистами ВИА «Весёлые ребята»: Анатолием Алёшиным, Александром Барыкиным и Павлом Слободкиным Студ.: 1975 |
| 1975 | Загранка                                                   | Минков Марк                                     | Танич Михаил | Исполнена вторым голосом с солистами ВИА «Весёлые ребята» — Анатолием Алёшиным и Александром Барыкиным Студ.: 1975 |
| 1975 | Не надо ждать                                              | Мануков Рудольф                                 | Харитонов Владимир                                                                                              | Исполнена вторым голосом с солистами ВИА «Весёлые ребята» Студ.: 1975 |
| 1975 | Вишня                                                      | Мануков Рудольф                                 | Прокофьев Александр                                                                                             | Исполнена вторым голосом с солистами ВИА «Весёлые ребята» — Анатолием Алёшиным, Александром Барыкиным и Александром Буйновым Студ.: 1975 |
| 1975 | Ясные светлые глаза                                        | Мануков Рудольф                                 | Мильдон-Лазарев Владимир                                                                                        | Исполнялась в период работы в ВИА «Весёлые ребята» под упр. Павла Слободкина (1974—1976), а также на сольных концертах 1977 г. Студ.: 1975 |
| 1975 | Посреди зимы                                               | Слободкин Павел                                 | Олев Наум | Исполнялась в период работы в ВИА «Весёлые ребята» под упр. Павла Слободкина (1974—1976) В новой версии исполнена на «Рождественских встречах-2010» в Киеве 12 декабря 2009 г. 2 студ.: 1975, 2009 |
| 1975 | Эй, мушкетёры                                              | Добрынин Вячеслав                               | Олев Наум | Исполнялась в период работы в ВИА «Весёлые ребята» под упр. Павла Слободкина (1974—1976) 2 студ.: 1975, 1976 |
| 1975 | Без тебя                                                   | Днепров Анатолий                                | Харитонов Владимир                                                                                              | Студ.: 1976 |
| 1975 | Друг друга мы нашли                                        | Зацепин Александр                               | Дербенёв Леонид                                                                                                 | Записана для телефильма «Отважный Ширак» (режиссёр Мукадас Махмудов). Исполнялась дуэтами с Александром Лерманом и Робертом Мушкамбяряном, а также сольно Студ.: 1976 |
| 1975 | Полно вокруг мудрецов                                      | Зацепин Александр                               | Дербенёв Леонид                                                                                                 | Записана для телефильма «Отважный Ширак» (режиссёр Мукадас Махмудов) Студ.: 1976 |
| 1975 | Волшебник-недоучка                                         | Зацепин Александр                               | Дербенёв Леонид                                                                                                 | Записана для телефильма «Отважный Ширак» (режиссёр Мукадас Махмудов). В новой версии песня была исполнена на творческом вечере Александра Зацепина «Есть только миг…» 18-19 января 2002 года, на вечере памяти Леонида Дербенёва «Между прошлым и будущим» 22 ноября 2002 года и на фестивале «Песня года-2007». 2 студ.: 1976, 2002 |
| 1976 | Верю в тебя                                                | Зацепин Александр                               | Гаджикасимов Онегин                                                                                             | Записана для телефильма «Бросок, или Всё началось в субботу» (режиссёр Серик Райбаев) Студ.: 1976 |
| 1976 | Harlekino                                                  | Димитров Эмил, Слободкин Павел (обработка)      | Баркас Борис, Бранденштейн Вольфганг (перевод) Баузе Арндт (перевод)                                            | «Арлекино» на немецком языке Студ.: 1976 |
| 1976 | Auch ohne Dich werde ich leben                             | Баузе Арндт                                     | Бранденштейн Вольфганг, Баузе Арндт                                                                             | На немецком языке. В переводе на русский — «Жизнь будет продолжаться и без тебя» Студ.: 1976 |
| 1976 | Das große Fest                                             | Баузе Арндт (?)                                 | Бранденштейн Вольфганг (?)                                                                                      | На немецком языке. В переводе на русский — «Большой праздник» Студ.: 1976 |
| 1976 | 22+28 (Этот день)                                          | Добрынин Вячеслав                               | Луговой Владимир                                                                                                | Студ.: 1976 |
| 1976 | Почему так получилось?                                     | Гарин Леонид                                    | Завальнюк Леонид                                                                                                | Студ.: 1976 |
| 1976 | Зачем?                                                     | Фельцман Оскар                                  | Резник Илья | 2 студ.: 1976, 2008 |
| 1976 | Романс миссис Мартин (Я ночью у окна сижу без сна…)        | Мажуков Алексей                                 | Филатов Леонид                                                                                                  | Записана для телеспектакля «Когда-то в Калифорнии» (режиссёр Сергей Евлахишвили) Студ.: 1976 |
| 1976 | Весёлый ковбой                                             | Мажуков Алексей                                 | Филатов Леонид                                                                                                  | Записана для телеспектакля «Когда-то в Калифорнии» (режиссёр Сергей Евлахишвили) Студ.: 1976 |
| 1976 | Партия дочери из телеспектакля «Волшебный фонарь»          | Эндрю Ллойд Уэббер                              | Пургалин Борис (?)                                                                                              | Записана для телемюзикла «Волшебный фонарь». Исполнена с Людмилой Гурченко, Николаевм Караченцовым и Евгением Моргуновым Студ.: 1975 |
| 1976 | Песня о городе                                             | Левитин Юрий                                    | Матусовский Михаил                                                                                              | Записана для кинофильма «Жить по-своему» (режиссёр Константин Худяков). В окончательный вариант фильма не вошла Студ.: 1976 |
| 1976 | Сто часов счастья                                          | Орбелян Константин                              | Тушнова Вероника                                                                                                | Исполнялась в период работы в Государственном эстрадном оркестре Армении под упр. Константина Орбеляна (октябрь — декабрь 1976) Студ.: 1976 |
| 1976 | Не отрекаются любя                                         | Минков Марк                                     | Тушнова Вероника                                                                                                | Впервые исполнялась в период работы в Государственном эстрадном оркестре Армении под упр. Константина Орбеляна (октябрь — декабрь 1976), затем на сольных концертах 1977—1979 гг. Всесоюзная премьера состоялась на концерте ко Дню советской милиции 10 ноября 1976 г. Студ.: 1976 |
| 1976 | Всё могут короли                                           | Рычков Борис                                    | Дербенёв Леонид                                                                                                 | Впервые исполнялась в период работы в Государственном эстрадном оркестре Армении под упр. Константина Орбеляна (октябрь — декабрь 1976), затем на сольных концертах 1977—1984 гг. Всесоюзная премьера состоялась на концерте ко Дню советской милиции 10 ноября 1976 г. Исполнялась на международном конкурсе эстрадных исполнителей «Интервидение-78» в Сопоте (Польша) в августе 1978 года Студ.: 1977 |
| 1976 | А я говорю                                                 |                                                 | | Попурри из фрагментов нескольких популярных песен: «Давай поговорим», «Пусть бегут неуклюже», «Голубой вагон», «Ромашки спрятались», «Ти ж мене підманула», «Арлекино». Исполнена live с Игорем Старыгиным, Николаем Караченцовым и Михаилом Пуговкиным на новогоднем «Голубом огоньке» (эфир в ночь на 1 января 1977) Студ. не записывалась |
| 1977 | Я сегодня легендарна                                       | Димитров Эмил                                   | ? | Автопародия на мотив песни «Арлекино». Прозвучала в спектакле Геннадия Хазанова «Мелочи жизни». Студ.: 1977 г. |
| 1977 | Женщина, которая поёт                                      | Пугачёва Алла, Гарин Леонид                     | Кулиев Кайсын, Гребнев Наум (перевод)                                                                           | Записана для кинофильма «Женщина, которая поёт» (режиссёр Александр Орлов). В новой версии песня была исполнена на юбилейном сольном концерте Пугачёвой «P.S.», который прошёл в Москве в ГКД 17 апреля 2019 г. Студ.: 1977, 2019 г. |
| 1977 | Сонет Шекспира (Сонет № 90)                                | Пугачёва Алла                                   | Шекспир Уильям, Маршак Самуил (перевод)                                                                         | Записана для кинофильма «Женщина, которая поёт» (режиссёр Александр Орлов). Была исполнена на международном конкурсе эстрадных исполнителей «Интервидение-78» в Сопоте, Польша в августе 1978 года. Студ.: 1977 г. |
| 1977 | Приезжай                                                   | Пугачёва Алла                                   | Пугачёва Алла                                                                                                   | Записана для кинофильма «Женщина, которая поёт» (режиссёр Александр Орлов). Студ.: 1977 г. |
| 1977 | Вечная любовь                                              | Евсеев Е.                                       | Дербенёв Леонид                                                                                                 | Студ. не записывалась |
| 1977 | Ленинград (Памяти Лидии Клемент)                           | Пугачёва Алла                                   | Мандельштам Осип                                                                                                | Студ.: 1979 г. |
| 1977 | Рисуйте                                                    | Зацепин Александр                               | Дербенёв Леонид                                                                                                 | Записана для телефильма «Фантазии Веснухина» (режиссёр Валерий Харченко). Студ.: 1977 г. |
| 1977 | Голубой кот                                                | Зацепин Александр                               | Дербенёв Леонид                                                                                                 | Записана для телефильма «Фантазии Веснухина» (режиссёр Валерий Харченко). Студ.: 1977 г. |
| 1977 | Найди себе друга                                           | Зацепин Александр                               | Дербенёв Леонид                                                                                                 | Записана для телефильма «Фантазии Веснухина» (режиссёр Валерий Харченко). Студ.: 1977 г. |
| 1977 | Колыбельная                                                | Зацепин Александр                               | Дербенёв Леонид                                                                                                 | Записана для телефильма «Фантазии Веснухина» (режиссёр Валерий Харченко). Студ.: 1977 г. |
| 1977 | Куда уходит детство                                        | Зацепин Александр                               | Дербенёв Леонид                                                                                                 | Записана для телефильма «Фантазии Веснухина» (режиссёр Валерий Харченко). Студ.: 1977 г. |
| 1977 | Лунная вода                                                | Зацепин Александр                               | Энтин Юрий | Дуэт с Геннадием Трофимовым. Записана для кинофильма «Повар и певица» (режиссёр Мукадас Махмудов). Студ.: 1977 г. |
| 1977 | Мама                                                       | Зацепин Александр                               | Дербенёв Леонид                                                                                                 | Записана для кинофильма «Повар и певица» (режиссёр Мукадас Махмудов). Студ.: 1977 г. |
| 1977 | Если долго мучиться                                        | Зацепин Александр                               | Дербенёв Леонид                                                                                                 | Записана для кинофильма «Повар и певица» (режиссёр Мукадас Махмудов). В новой версии песня была исполнена на творческом вечере Александра Зацепина «Есть только миг…» 18-19 января 2002 года, на вечере памяти Леонида Дербенёва «Между прошлым и будущим» 22 ноября 2002 года и в телепередаче «Новогодняя ночь на Первом» (эфир в ночь на 1 января 2014). 2 студ.: 1977, 2002 гг. |
| 1977 | Мы не любим друг друга                                     | Зацепин Александр                               | Дербенёв Леонид                                                                                                 | Записана для кинофильма «Повар и певица» (режиссёр Мукадас Махмудов). Студ.: 1977 г. |
| 1977 | По роще калиновой (Гномик резиновый)                       | Пугачёва Алла                                   | Мориц Юнна | Записана для кинофильма «Женщина, которая поёт» (режиссёр Александр Орлов). В окончательный вариант фильма не вошла. Студ.: 1977 г. |
| 1977 | Песенка про меня                                           | Зацепин Александр                               | Дербенёв Леонид                                                                                                 | Записана для кинофильма «Женщина, которая поёт» (режиссёр Александр Орлов). В новой версии песня была исполнена на творческом вечере Александра Зацепина «Есть только миг…» 18-19 января 2002 года. 2 студ.: 1977, 2002 гг. |
| 1977 | Про эстраду                                                | Зацепин Александр                               | Дербенёв Леонид                                                                                                 | Записана для кинофильма «Женщина, которая поёт» (режиссёр Александр Орлов). Студ.: 1977 г. |
| 1977 | Ты не стал судьбой                                         | Зацепин Александр                               | Дербенёв Леонид                                                                                                 | Записана для кинофильма «Женщина, которая поёт» (режиссёр Александр Орлов). Исполнена в «Рождественских встречах» 8 декабря 2012 г. 2 студ.: 1977, 2012 гг. |
| 1977 | Этот мир                                                   | Зацепин Александр                               | Дербенёв Леонид                                                                                                 | Записана для кинофильма «Женщина, которая поёт» (режиссёр Александр Орлов). В новой версии песня была исполнена на творческом вечере Александра Зацепина «Есть только миг…» 18-19 января 2002 года и на вечере памяти Леонида Дербенёва «Между прошлым и будущим» 22 ноября 2002 года, а также исполнялась в концертной программе «Мы приехали» и в различных сборных концертах. 2 студ.: 1977, 2002 гг. |
| 1977 | Да                                                         | Зацепин Александр                               | Дербенёв Леонид                                                                                                 | Записана для кинофильма «Женщина, которая поёт» (режиссёр Александр Орлов). Студ.: 1977 г. |
| 1977 | Что было однажды                                           | Зацепин Александр                               | Дербенёв Леонид                                                                                                 | Записана для телефильма «31 июня» (режиссёр Леонид Квинихидзе). В окончательный вариант фильма не вошла. Студ.: 1977 г. |
| 1977 | О любви не говори                                          | Феркельман Моисей                               | Лабковский Наум                                                                                                 | Записана для кинофильма «Женщина, которая поёт» (режиссёр Александр Орлов), в записи принял участие Владимир Шубарин, сыгравший в фильме танцора. Студ.: 1977 г. |
| 1977 | Вокализ из кинофильма «Женщина, которая поёт»              | Пугачёва Алла                                   | | Вокализ записан для кинофильма «Женщина, которая поёт» (режиссёр Александр Орлов). Звучит за кадром в одной из сцен. Мелодия этого вокализа также является фоновой музыкой фильма. В 1987-м году на эту мелодию была написана песня «Я тебя никому не отдам». Студ.: 1977 г. |
| 1977 | Танго (Так дымно, что в зеркале нет отражения…)            | Высоцкий Владимир                               | Высоцкий Владимир                                                                                               | Исполнялась в сольных концертах с 1985 по 1998 год. Студ.: 1977 г. |
| 1977 | Что вы, плакать? Никогда                                   | Пугачёва Алла                                   | Пугачёва Алла                                                                                                   | На встрече с ленинградскими студентами в 1977 году Пугачёва рассказала, что песня была написана ещё до появления «Арлекино» и подтолкнула Бориса Баркаса к написанию перевода последней. Студ.: 1978 г. |
| 1978 | Не привыкай ко мне                                         | Журбин Александр                                | Ромм Михаил | Студ.: 1978 г. |
| 1978 | Музыкант                                                   | Пугачёва Алла                                   | Мандельштам Осип                                                                                                | Премьера: март 1978, гастроли в Одессе. В новой версии песня была исполнена на юбилейном концерте-бенефисе «С Днём рождения, Алла!» 15 апреля 2009 года (совместно с актёрами московского еврейского театра «Шалом»). 2 студ.: 1979, 2009 гг. |
| 1978 | Песня первоклассника                                       | Ханок Эдуард                                    | Шаферан Игорь                                                                                                   | Студ.: 1978 г. |
| 1978 | Ты возьми меня с собой                                     | Ханок Эдуард                                    | Резник Илья | Студ.: 1978 г. |
| 1978 | Все силы даже прилагая                                     | Пугачёва Алла                                   | Евтушенко Евгений                                                                                               | Мелодия звучала в фильме «Женщина, которая поёт» в качестве фоновой музыки. 2 студ.: 1978, 1979 гг. |
| 1978 | Вот так случилось, мама                                    | Пугачёва Алла                                   | Милявский Олег                                                                                                  | 2 студ.: 1978, 1979 гг. |
| 1978 | Три желания                                                | Пугачёва Алла                                   | Костюрин Диомид                                                                                                 | Записана для кинофильма «Звёздное лето» (режиссёр Левон Григорян). 2 студ.: 1978, 1979 гг. |
| 1978 | Папа купил автомобиль                                      | Пугачёва Алла                                   | Милявский Олег                                                                                                  | Записана для кинофильма «Звёздное лето» (режиссёр Левон Григорян). 2 студ.: 1978, 1979 гг. |
| 1978 | Звёздное лето                                              | Пугачёва Алла                                   | Резник Илья | Записана для кинофильма «Звёздное лето» (режиссёр Левон Григорян). 2 студ.: 1978, 1979 гг. |
| 1978 | Не обещай                                                  | Рычков Борис                                    | Шаферан Игорь                                                                                                   | Записана для кинофильма «Пена» (режиссёр Александр Стефанович). Студ.: 1978 г. |
| 1978 | Поднимись над суетой                                       | Пугачёва Алла                                   | Резник Илья | Записана для кинофильма «Пена» (режиссёр Александр Стефанович). В новой версии песня была исполнена на церемонии закрытии фестиваля «Новая волна 2006», а также исполнялась на различных сборных концертах. 4 студ.: 1978, 1979 (2), 2006 гг. |
| 1979 | Ich bin wieder mal da                                      | ?                                               | ? | На немецком языке. В переводе на русский — «Я вновь здесь». Записана для 3-го выпуска телеконцерта «Голоса друзей» во время гастролей в ГДР в апреле 1979 г. Студ.: 1979 г. |
| 1979 | Что не может сделать атом                                  | Пугачёва Алла                                   | Гатри Вуди, Сикорская Татьяна (перевод)                                                                         | Студ.: 1979 г. |
| 1979 | Tähtikesä                                                  | Пугачёва Алла                                   | Резник Илья, перевод ?                                                                                          | «Звёздное лето» на финском языке. Записана для документального фильма «У Аллы» («Alla-la») производства Финского ТВ, июнь 1979 г. Студ.: 1979 г. |
| 1979 | Улетай, туча                                               | Резников Виктор                                 | Резников Виктор                                                                                                 | Студ.: 1979 г. |
| 1979 | Эти летние дожди                                           | Минков Марк                                     | Кирсанов Семён                                                                                                  | 3 студ.: 1979 (2), 1982 гг. |
| 1979 | Скажи мне что-нибудь                                       | Минков Марк                                     | Рождественский Роберт                                                                                           | Студ.: 1979 г. |
| 1979 | Einfach                                                    | Пугачёва Алла                                   | Резник Илья, перевод ?                                                                                          | «Поднимись над суетой» на немецком языке. Записана для 23-го выпуска телеконцерта «Пёстрый котёл» («Ein Kessel Buntes») во время гастролей в ГДР в сентябре 1979 г. Студ.: 1979 г. |
| 1979 | Когда я уйду                                               | Пугачёва Алла                                   | Резник Илья | 2 студ.: 1980, 1984 гг. |
| 1980 | Нида                                                       | Николаев Игорь                                  | Резник Илья | Была исполнена несколько раз на сольных концертах в конце 1979 года. Студ. не записывалась |
| 1980 | Солнцу красному я не рада                                  | Пугачёва Алла (?)                               | Пугачёва Алла (?)                                                                                               | Была исполнена несколько раз на сольных концертах в начале 1980 года. Студ. не записывалась |
| 1980 | Я больше не ревную                                         | Пугачёва Алла                                   | Мандельштам Осип                                                                                                | 2 студ.: 1980 г. |
| 1980 | Московский романс                                          | Квинт Лора                                      | Резник Илья | Студ.: 1980 г. |
| 1980 | Здравствуйте                                               | ?                                               | ? | Записана для программы «В новогоднюю ночь» Всесоюзного радио (эфир 31 декабря 1980 года). Студ.: 1980 г. |
| 1980 | Признание                                                  | Резников Виктор                                 | Резник Илья | Студ.: 1980 г. |
| 1980 | Тише                                                       | Пугачёва Алла                                   | Резник Илья | Студ. не записывалась |
| 1980 | Люди, люди                                                 | Пугачёва Алла                                   | Резник Илья, Пугачёва Алла                                                                                      | 2 студ.: 1981, 2009 г. |
| 1980 | Старая песня                                               | Пугачёва Алла                                   | Резник Илья | Студ.: 1982 г. |
| 1980 | Когда я буду бабушкой                                      | Пугачёва Алла                                   | Цветаева Марина                                                                                                 | Студ. не записывалась |
| 1980 | Как тревожен этот путь                                     | Пугачёва Алла                                   | Резник Илья | Студ.: 1981 г. |
| 1980 | Беда                                                       | Высоцкий Владимир                               | Высоцкий Владимир                                                                                               | Студ.: 1981 г. |
| 1980 | Уходя — уходи                                              | Пугачёва Алла                                   | Резник Илья | Студ. не записывалась |
| 1980 | Усталость                                                  | Пугачёва Алла                                   | Резник Илья | В 2009 году перезаписала с рэпером Булгаром. 2 студ.: 1981, 2009 гг. |
| 1980 | Дежурный ангел                                             | Пугачёва Алла                                   | Резник Илья | Студ.: 1981 г. |
| 1980 | Лестница                                                   | Пугачёва Алла                                   | Резник Илья | Студ.: 1981 г. |
| 1980 | Два стрижа                                                 | Паулс Раймонд                                   | Вознесенский Андрей                                                                                             | Студ.: 1980 г. |
| 1980 | Маэстро                                                    | Паулс Раймонд                                   | Резник Илья | Студ.: 1980 г. |
| 1981 | Я убеждена                                                 | Зацепин Александр                               | Кохановский Игорь                                                                                               | В книге Александра Зацепина «Есть только миг» датирована 1981 годом, однако эту дату опровергает тот факт, что Пугачёва и Зацепин прекратили сотрудничество ещё в 1978 году во время съёмок фильма «Женщина, которая поёт». Студ.: 1981 г. |
| 1981 | Жди и помни меня                                           | Пугачёва Алла                                   | Резник Илья | Студ.: 1982 г. |
| 1981 | Держи меня, соломинка                                      | Пугачёва Алла                                   | Шлионский Евгений                                                                                               | Студ.: 1981 г. |
| 1981 | Песня на «бис»                                             | Паулс Раймонд                                   | Вознесенский Андрей                                                                                             | Студ.: 1981 г. |
| 1981 | Старинные часы                                             | Паулс Раймонд                                   | Резник Илья | Студ.: 1981 г. |
| 1981 | Радуйся                                                    | Паулс Раймонд                                   | Резник Илья | Студ.: 1982 г. |
| 1981 | Век двадцатый                                              | Паулс Раймонд                                   | Резник Илья | Первоначальный вариант с музыкой Раймонда Паулса. Студ. не записывалась |
| 1981 | Возвращение                                                | Паулс Раймонд                                   | Резник Илья | 3 студ.: 1981, 1982, 2009 гг. |
| 1981 | Первый шаг                                                 | Пугачёва Алла                                   | Резник Илья | 2 студ.: 1981 г. |
| 1981 | Парад-алле                                                 | Гаранян Георгий                                 | Пургалин Борис                                                                                                  | Записана для телеконцерта «Новогодний аттракцион—82». Студ.: 1981 г. |
| 1981 | Куда уехал цирк                                            | Быстряков Владимир                              | Левин Вадим | Записана для телеконцерта «Новогодний аттракцион—82». Студ.: 1981 г. |
| 1981 | Чудаки                                                     | Гаранян Георгий                                 | Пургалин Борис                                                                                                  | Записана для телеконцерта «Новогодний аттракцион—82». Студ.: 1981 г. |
| 1981 | Рыжий клоун                                                | Гаранян Георгий                                 | Пургалин Борис                                                                                                  | Дуэт со Спартаком Мишулиным. Записана для телеконцерта «Новогодний аттракцион—82». Студ.: 1981 г. |
| 1982 | На дороге ожидания                                         | Минков Марк                                     | Энтин Юрий | Студ.: 1982 г. |
| 1982 | Если звёзды молчат                                         | Минков Марк                                     | Дербенёв Леонид                                                                                                 | Студ.: 1982 г. |
| 1982 | Ты на свете есть                                           | Минков Марк                                     | Дербенёв Леонид                                                                                                 | Студ.: 1982 г. |
| 1982 | А знаешь, всё ещё будет                                    | Минков Марк                                     | Тушнова Вероника                                                                                                | Студ.: 1982 г. |
| 1982 | Сонет из кинофильма «Любовью за любовь» (Сонет № 40)       | Хренников Тихон                                 | Шекспир Уильям, Маршак Самуил (перевод)                                                                         | Записана для кинофильма «Любовью за любовь» (режиссёр Татьяна Березанцева). Студ.: 1982 г. |
| 1982 | Чудеса                                                     | Гаранян Георгий                                 | Пургалин Борис                                                                                                  | Дуэт с Игорем Кио. Записана для телеконцерта «Новогодний аттракцион—83». Студ.: 1982 г. |
| 1982 | Кабриолет                                                  | Давыденко Владимир                              | Пургалин Борис                                                                                                  | Дуэт с Игорем Кио. Записана для телеконцерта «Новогодний аттракцион—83». Студ.: 1982 г. |
| 1982 | Рассвет-закат                                              | Маликов Юрий, Пресняков Владимир (старший)      | Луговой Владимир                                                                                                | Дуэт с Александром Абдуловым. Записана для телеконцерта «Новогодний аттракцион—83». Студ.: 1982 г. |
| 1982 | Поздно                                                     | Пугачёва Алла                                   | Резник Илья | Дуэт с Валерием Леонтьевым. Записана для телеконцерта «Новогодний аттракцион—83». Исполнена на юбилейном концерте-бенефисе «С Днём рождения, Алла!» 15 апреля 2009 года; на фестивале «Новая волна 2015» в Сочи 9 октября 2015 года. На «Вернисаже Ильи Резника» 20 марта 2018 года Пугачёва впервые исполнила песню сольно. 2 студ.: 1982, 2009 гг.(обе в дуэте с Валерием Леонтьевым) |
| 1982 | Канатоходка                                                | Пугачёва Алла                                   | Резник Илья | Первая версия записана для телеконцерта «Новогодний аттракцион—83»; вторая — для кинофильма «Пришла и говорю» (1984). 2 студ.: 1982, 1984 г. В концертном репертуаре с 1984 г. |
| 1982 | Цыганский хор                                              | Шаинский Владимир                               | Резник Илья | Записана для новогоднего выпуска программы «Голубой огонёк». Студ.: 1982 г. В концертном репертуаре с 1984 г. |
| 1982 | Миллион роз (Миллион алых роз)                             | Паулс Раймонд                                   | Вознесенский Андрей                                                                                             | Записана для телеконцерта «Новогодний аттракцион—83». Студ.: 1982 г. Позднее песня вошла в театрализованную шоу-программу певицы «Пришла и говорю», исполнялась в серии сольных концертов в ГЦКЗ «Россия» в 1993 году, в гастрольных турах по стране 1990-х и 2000-х годов, а также в различных сборных концертах. Является одной из «визитных карточек» Аллы Пугачёвой. |
| 1983 | Скупимся на любовь                                         | Пугачёва Алла                                   | Резник Илья | 3 студ.: 1983 (2), 2005 гг. |
| 1983 | Бумажный змей                                              | Резников Виктор                                 | Резников Виктор                                                                                                 | В новой версии исполнена на фестивале «Новая волна 2015» в Сочи 11 октября 2015 года. 2 студ.: 1983, 2014 гг. |
| 1983 | Телефонная книжка                                          | Резников Виктор                                 | Резников Виктор                                                                                                 | Студ.: 1983 г. |
| 1983 | Примета                                                    | Резников Виктор                                 | Резников Виктор                                                                                                 | Студ.: 1983 г. |
| 1983 | Расскажите, птицы                                          | Николаев Игорь                                  | Николаев Игорь                                                                                                  | Записана для телеконцерта «Новогодний аттракцион—84». 2 студ.: 1983 г. |
| 1983 | Айсберг                                                    | Николаев Игорь                                  | Козлова Лидия                                                                                                   | Записана для телеконцерта «Новогодний аттракцион—84». Позднее песня вошла в театрализованную шоу-программу певицы «Пришла и говорю». Во второй версии песня была исполнена на творческом вечере Игоря Николаева 17 января 1998 года, а также вошла в сборник песен Пугачёвой «Золотые песни». В третьей версии песня была исполнена на творческом вечере Игоря Николаева в рамках фестиваля «Новая волна 2008» в Юрмале 26 июля 2008 года и на юбилейном концерте Игоря Николаева в Crocus City Hall 2 декабря 2015 года, а также исполнялась в прощальном туре «Сны о любви». 3 студ.: 1983, 1998, 2008 гг.                                                                          |
| 1983 | Ах, как хочется жить                                       | Пугачёва Алла                                   | Костюрин Диомид                                                                                                 | Записана для телеконцерта «Новогодний аттракцион—84». Позднее песня вошла в театрализованную шоу-программу певицы «Пришла и говорю». Исполнялась на концертах вплоть до смерти Диомида Костюрина в 1988 году. Студ.: 1983 г. |
| 1983 | Окраина                                                    | Пугачёва Алла                                   | Резник Илья | Записана для телеконцерта «Новогодний аттракцион—84». Студ.: 1983 г. |
| 1983 | Новогодний аттракцион                                      | Паулс Раймонд                                   | Резник Илья | Записана для телеконцерта «Новогодний аттракцион—84». Студ.: 1983 г. |
| 1984 | Кукушка                                                    | Богословский Никита                             | Пляцковский Михаил                                                                                              | Студ.: 1984 г. |
| 1984 | Мне судьба такая выпала                                    | Пугачёва Алла                                   | Резник Илья | Студ.: 1984 г. |
| 1984 | Пришла и говорю                                            | Пугачёва Алла                                   | Ахмадулина Белла                                                                                                | Студ.: 1984 г. |
| 1984 | Святая ложь                                                | Пугачёва Алла                                   | Костюрин Диомид                                                                                                 | В новой версии исполнена на фестивале «Новая волна 2015» в Сочи 4 октября 2015 года и на юбилейном сольном концерте Пугачёвой «P.S.», который прошёл в Москве в ГКД 17 апреля 2019 г. 2 студ.: 1984, 2015 г. |
| 1984 | Терема                                                     | Пугачёва Алла                                   | Вахнюк Борис | Второй вариант с музыкой Аллы Пугачёвой. Студ.: 1984 г. |
| 1984 | Самолёты улетают                                           | Пугачёва Алла                                   | Пугачёва Алла                                                                                                   | Студ.: 1984 г. |
| 1984 | Монолог (Тот, кто идёт за мной)                            | Ситковецкий Александр                           | Пушкина Маргарита, Баркас Борис                                                                                 | Студ. не записывалась |
| 1984 | Гонка                                                      | Пугачёва Алла                                   | Баркас Борис | 2 студ.: 1984 (для к/ф «Пришла и говорю»), 1986 г. (для альбома «Пришла и говорю») |
| 1984 | Кошки                                                      | Пугачёва Алла                                   | Пугачёва Алла                                                                                                   | Студ.: 1984 г. |
| 1984 | XX век                                                     | Николаев Игорь                                  | Резник Илья | Студ.: 1984 г. |
| 1984 | Осень                                                      | Пугачёва Алла                                   | Пугачёва Алла                                                                                                   | Студ.: 1984 г. |
| 1984 | Только в кино                                              | Пугачёва Алла                                   | Резник Илья | Студ.: 1984 г. |
| 1984 | Иван Иванович                                              | Пугачёва Алла                                   | Резник Илья | Студ.: 1984 г. |
| 1984 | Так дурно жить                                             | Пугачёва Алла                                   | Ахмадулина Белла                                                                                                | Студ.: 1984 г. |
| 1984 | И в этом вся моя вина                                      | Пугачёва Алла                                   | Резник Илья | Студ.: 1984 г. |
| 1984 | Куда все уходят?                                           | Пугачёва Алла                                   | Резник Илья | Исполнялась с 1984 года на зарубежных гастролях. Студ.: 1995 г. |
| 1984 | Робинзон                                                   | Чернавский Юрий                                 | Дербенёв Леонид                                                                                                 | Записана для кинофильма «Сезон чудес» (режиссёр Георгий Юнгвальд-Хилькевич). Студ.: 1984 г. |
| 1984 | Белая дверь                                                | Чернавский Юрий                                 | Дербенёв Леонид                                                                                                 | Записана для кинофильма «Сезон чудес» (режиссёр Георгий Юнгвальд-Хилькевич). Студ.: 1984 г. |
| 1984 | Отражение в воде                                           | Чернавский Юрий                                 | Дербенёв Леонид                                                                                                 | Записана для кинофильма «Сезон чудес» (режиссёр Георгий Юнгвальд-Хилькевич). Студ.: 1984 г. |
| 1984 | Без меня                                                   | Паулс Раймонд                                   | Резник Илья | 3 студ.: 1984 (2), 2006 гг. |
| 1984 | Делу время                                                 | Паулс Раймонд                                   | Резник Илья | Студ.: 1984 г. |
| 1985 | Партия Люсии из рок-оперы «Стадион»                        | Градский Александр                              | Пушкина Маргарита, Градский Александр                                                                           | Партия записана для рок-оперы Александра Градского «Стадион». Студ.: 1985 г. |
| 1985 | Every night and every day                                  | Пугачёва Алла                                   | Далин Якоб | На английском языке. В переводе на русский — «Днём и ночью». Студ.: 1985 г. |
| 1985 | Through the eyes of a child                                | Чернавский Юрий                                 | Форсман Ингела                                                                                                  | На английском языке. В переводе на русский — «Глазами ребёнка». Студ.: 1985 г. |
| 1985 | Superman                                                   | Чернавский Юрий                                 | Форсман Ингела                                                                                                  | На английском языке. В переводе на русский — «Супермен». Студ.: 1985 г. |
| 1985 | Love can hurt                                              | Хольм Лассе                                     | Форсман Ингела                                                                                                  | На английском языке. В переводе на русский — «Любовь причиняет страдания». Студ.: 1985 г. |
| 1985 | Cool operator                                              | Гленмарк Андерс                                 | Форсман Ингела                                                                                                  | На английском языке. В переводе на русский — «Бесчувственная телефонистка». Студ.: 1985 г. |
| 1985 | All the time you were right here                           | Сёдерберг Торни                                 | Форсман Ингела                                                                                                  | На английском языке. В переводе на русский — «Всё время ты был рядом». Студ.: 1985 г. |
| 1985 | Watch out                                                  | Хольм Лассе                                     | Форсман Ингела                                                                                                  | На английском языке. В переводе на русский — «Берегись!». Студ.: 1985 г. |
| 1985 | Sacred lie                                                 | Пугачёва Алла                                   | Костюрин Диомид, Далин Якоб (перевод)                                                                           | «Святая ложь» на английском языке. Студ.: 1985 г. |
| 1985 | Songbird                                                   | Хольм Лассе                                     | Форсман Ингела                                                                                                  | На английском языке. В переводе на русский — «Певчая птичка». Студ.: 1985 г. |
| 1985 | What a lousy party                                         | Сёдерберг Торни                                 | Майнор Томас Х.                                                                                                 | На английском языке. В переводе на русский — «Неудачная вечеринка». Студ.: 1985 г. |
| 1985 | Captain                                                    | Пугачёва Алла                                   | Форсман Ингела                                                                                                  | На английском языке. В переводе на русский — «Капитан». Студ.: 1985 г. |
| 1985 | Such a miracle                                             | Хольм Лассе                                     | Далин Якоб | На английском языке. В переводе на русский — «Такое чудо». Студ.: 1985 г. |
| 1985 | Every song you sing                                        | Херрей Майкл                                    | Херрей Майкл | На английском языке, исполнена с группой «Herreys». В переводе на русский — «Какую бы песню ты ни пел». Была исполнена на последнем из трёх совместных концертов Пугачёвой и группы «Herreys» в Центре международной торговли в Москве 23 марта 1985 года. Студ. не записывалась |
| 1985 | В землянке                                                 | Листов Константин                               | Сурков Алексей                                                                                                  | Исполнялась на сборных концертах, посвящённых 40-летию Победы в СК «Олимпийский» 1—12 мая 1985 года. Студ. не записывалась |
| 1985 | Солдатка                                                   | Резников Виктор                                 | Островой Сергей                                                                                                 | Исполнялась на сборных концертах, посвящённых 40-летию Победы в СК «Олимпийский» 1—12 мая 1985 года. Студ.: 1985 г. |
| 1985 | Паромщик                                                   | Николаев Игорь                                  | Зиновьев Николай                                                                                                | Последний раз эта песня была исполнена на Творческом вечере Игоря Николаева 17 января 1998 года. Студ.: 1985 г. |
| 1985 | Годы мои                                                   | Пугачёва Алла                                   | Резник Илья | Вторая студийная версия была записана для прощального тура «Сны о любви», но так и не прозвучала в нём. 2 студ.: 1985, 2009 г. |
| 1985 | Знай наших                                                 | ?                                               | ? | Дуэт-импровизация с Удо Линденбергом. Исполнена на совместном концерте с Удо Линденбергом в рамках XII Всемирного фестиваля молодёжи и студентов в Москве (27 июля — 3 августа 1985). Студ. не записывалась |
| 1985 | Wozu sind Kriege da? (Зачем война?)                        | Линденберг Удо                                  | Линденберг Удо                                                                                                  | Дуэт с Удо Линденбергом. На немецком и русском языках. Исполнена на совместном концерте с Удо Линденбергом в рамках XII Всемирного фестиваля молодёжи и студентов в Москве (27 июля — 3 августа 1985), а также на других совместных концертах с Линденбергом в 1985—1987 гг. Студ.: 1987 г. (?) |
| 1985 | Прости, поверь                                             | Николаев Игорь                                  | Николаев Игорь                                                                                                  | Студ.: 1985 г. |
| 1985 | Владивосток                                                | Николаев Игорь                                  | Николаев Игорь                                                                                                  | Записана во время гастролей во Владивостоке на Приморском радио к 125-летию города. Студ.: 1985 г. |
| 1985 | Сон клоуна                                                 | Николаев Игорь                                  | Дербенёв Леонид                                                                                                 | Студ.: 1985 г. |
| 1985 | Балет                                                      | Николаев Игорь                                  | Резник Илья | Студ.: 1985 г. |
| 1985 | Балалайка                                                  | Николаев Игорь                                  | Танич Михаил | Студ.: 1985 г. |
| 1985 | Сирена                                                     | Чернавский Юрий                                 | Дербенёв Леонид                                                                                                 | Записана для телефильма «Выше Радуги» (режиссёр Георгий Юнгвальд-Хилькевич). Студ.: 1985 г. |
| 1985 | Белая панама                                               | Чернавский Юрий                                 | Дербенёв Леонид                                                                                                 | Студ.: 1985 г. |
| 1985 | Молодой человек, пригласите танцевать                      | Иванов Андрей                                   | Рубин Дмитрий                                                                                                   | Впервые исполнена на концертах в Томске в декабре 1985 года. Студ.: 1989 г. |
| 1986 | Стеклянные цветы                                           | Николаев Игорь                                  | Жагун Павел | Студ.: 1986 г. |
| 1986 | Любимчик Пашка                                             | Николаев Игорь                                  | Николаев Игорь                                                                                                  | Студ.: 1986 г. |
| 1986 | Сто друзей                                                 | Николаев Игорь                                  | Жагун Павел | Студ.: 1986 г. |
| 1986 | Желаю счастья в личной жизни                               | Николаев Игорь                                  | Жагун Павел | Студ.: 1986 г. |
| 1986 | Две звезды                                                 | Николаев Игорь                                  | Николаев Игорь                                                                                                  | Дуэт с Владимиром Кузьминым (1986), Максимом Галкиным (2006). 2 студ.: 1986, 2006 гг. |
| 1986 | Алло                                                       | Пугачёва Алла                                   | Николаев Игорь                                                                                                  | 4 студ.: 1986, 1987, 2003, 2006 |
| 1986 | Найти меня                                                 | Пугачёва Алла                                   | Деметер Белла                                                                                                   | Студ.: 1986 г. |
| 1986 | Я приглашаю Вас на праздник                                | Пугачёва Алла                                   | Сидоровская Лариса                                                                                              | Студ.: 1986 г. |
| 1986 | Белые цветы (Золотая карусель)                             | Кузьмин Владимир                                | Артемьева Татьяна                                                                                               | Студ.: 1986 г. |
| 1986 | Надо же                                                    | Кузьмин Владимир                                | Кузьмин Владимир                                                                                                | Студ.: 1986 г. |
| 1986 | С тобой и без тебя                                         | Кузьмин Владимир                                | Артемьева Татьяна                                                                                               | Студ.: 1986 г. |
| 1986 | Когда меня ты позовёшь                                     | Кузьмин Владимир                                | Артемьева Татьяна                                                                                               | Последний раз эта песня была исполнена в сольной программе «Избранное» в 1998 году в Москве (концерт прошёл 12 ноября 1998 года, в телеверсию песня не вошла). Больше её певица не пела, за исключением того, что спела её дуэтом с Владимиром Кузьминым на его концерте в 2005 году. Студ.: 1986, 2006 г. |
| 1986 | Этот парень с гитарой                                      | Кузьмин Владимир                                | Кузьмин Владимир                                                                                                | Студ.: 1986 г. |
| 1986 | Моя соперница гитара                                       | Кузьмин Владимир                                | Артемьева Татьяна                                                                                               | Студ.: 1986 г. |
| 1986 | Нам всем нужен мир                                         | Кузьмин Владимир                                | Кузьмин Владимир                                                                                                | Исполнялась сольно и в дуэте с Владимиром Кузьминым. Студ. не записывалась |
| 1986 | Moscow Rock                                                | ?                                               | ? | На английском языке. В переводе на русский — «Московский рок». Исполнялась на совместных концертах Аллы Пугачёвой и Удо Линденберга в ФРГ в 1987 году. Студ. не записывалась |
| 1986 | Крысолов                                                   | Кваша Олег                                      | Панфилов Валерий                                                                                                | Записана для новогоднего выпуска программы «Голубой огонёк», в окончательный вариант выпуска не вошла. Студ.: 1986 г. |
| 1986 | Кафе танцующих огней                                       | Чернавский Юрий                                 | Чернавский Юрий, Маркевич Александр                                                                             | Записывалась для планировавшегося совместного альбома Юрия Чернавского и Аллы Пугачёвой «Видеомашина», который так и не был издан. Студ.: 1986 г. |
| 1986 | Ностальгия в Риме                                          | Пугачёва Алла                                   | Фадеев Леонид                                                                                                   | Студ.: 1986 г. |
| 1987 | Птица певчая                                               | Кузьмин Владимир                                | Кузьмин Владимир                                                                                                | Вторая студийная версия впервые была представлена 21 января 2017 года на закрытом мероприятии — дне рождения Александра Брыксина. Публичная премьера состоялась 22 февраля 2017 года в сборном концерте «О чём поют мужчины» в Crocus City Hall. 2 студ.: 1987, 2017 гг. |
| 1987 | Некогда                                                    | Кузьмин Владимир                                | Кузьмин Владимир                                                                                                | Студ.: 1987 г. |
| 1987 | Королева                                                   | Пугачёва Алла                                   | Николаев Игорь                                                                                                  | Студ.: 1987 г. |
| 1987 | One voice (Голос)                                          | Манилоу Барри                                   | Манилоу Барри                                                                                                   | Дуэт с Барри Манилоу. Исполнена на концерте в Вене (Австрия), посвящённом открытию монумента, символизирующего планету Земля 17 мая 1987 года. Студ. не записывалась |
| 1987 | Монолог (Реквием)                                          | Минков Марк                                     | Цветаева Марина                                                                                                 | Студ.: 1987 г. |
| 1987 | Гитара                                                     | Горобец Руслан                                  | Резник Илья | Студ.: 1987 г. |
| 1987 | Уважаемый автор                                            | Пугачёва Алла                                   | Резник Илья | Студ.: 1987 г. |
| 1987 | Всё хорошо                                                 | Пугачёва Алла                                   | Резник Илья | Студ. не записывалась |
| 1987 | Я тебя никому не отдам                                     | Пугачёва Алла                                   | Куликова Лариса                                                                                                 | Мелодия звучала в фильме «Женщина, которая поёт» (1977) в качестве фоновой музыки. Песня впервые была исполнена на концертах в Сочи в сентябре в 1987 году. Чуть позже была исполнена на Славянском базаре в Витебске в 1994 году и на заключительном концерте телевизионного фестиваля «Песня года» в 1995 году. Исполнена на своём творческом вечере в рамках фестиваля «Новая волна 2014» в Юрмале 25 июля 2014 года, а также в эфире проекта «Точь-в-точь» от 20.04.2014 Студ.: 1995 г. |
| 1987 | В родном краю                                              | Пугачёва Алла                                   | Пугачёва Алла                                                                                                   | Студ.: 1987 г. |
| 1987 | Сбереги тебя судьба                                        | Веснина Ольга                                   | Дербенёв Леонид                                                                                                 | Студ.: 1987 г. |
| 1987 | Брось сигарету!                                            | Пугачёва Алла                                   | Дербенёв Леонид                                                                                                 | Студ.: 1988 г. |
| 1987 | Местный Казанова                                           | Николаев Игорь                                  | Николаев Игорь                                                                                                  | Студ.: 1988 г. |
| 1988 | Тигр                                                       | Пресняков Владимир (старший)                    | Сауткин Валерий                                                                                                 | Записана для эстрадной вокальной сюиты «Гороскоп». Студ.: 1988 г. |
| 1988 | Старый друг                                                | Паулс Раймонд                                   | Резник Илья | Ранее была известна в репертуаре Валентины Легкоступовой под названием «Двое». Исполнена на «Вернисаже Ильи Резника» в 1988 году Студ.: 1988 г. |
| 1988 | Караваны птиц                                              | Жуковский Герман                                | Фатьянов Алексей                                                                                                | Студ. не записывалась |
| 1988 | Доктор твоего тела                                         | Бутусов Вячеслав                                | Кормильцев Илья                                                                                                 | Песня из репертуара группы «Nautilus Pompilius». В студийной записи голос Пугачёвой присутствует в качестве бэк-вокала. Студ.: 1988 г. |
| 1988 | Старое кафе                                                | Горбатов Вячеслав                               | Кедровский Михаил                                                                                               | Песня из репертуара Александра Кальянова. В студийной записи голос Пугачёвой присутствует в качестве бэк-вокала. Студ.: 1988 г. |
| 1988 | Я тебя поцеловала                                          | Пугачёва Алла                                   | Нико Сандро (Николаев Александр)                                                                                | Второй вариант с музыкой Аллы Пугачёвой. На другую музыку исполнялась на совместных концертах с Удо Линденбергом в 1985 году, а также в так называемом «Подпольном альбоме» 1989 года. Студ.: 1988 г. |
| 1988 | Фотограф                                                   | Пугачёва Алла                                   | Резник Илья | Студ.: 1989 г. |
| 1989 | Очи чёрные                                                 | Герман Флориан                                  | Гребёнка Евгений                                                                                                | Студ. не записывалась |
| 1989 | Подмосковные вечера                                        | Соловьёв-Седой Василий                          | Матусовский Михаил                                                                                              | Исполнялась на зарубежных гастролях в 1989 году. Студ. не записывалась |
| 1989 | Огни Саратова (Огней так много золотых на улицах Саратова) | Молчанов Кирилл                                 | Доризо Николай                                                                                                  | Изменённый вариант песни «Парней так много холостых». Исполнялась на гастролях в Северной Корее в октябре-ноябре 1989 года. Студ. не записывалась |
| 1989 | Я не прощаюсь                                              | Пугачёва Алла                                   | ? | Исполнялась на зарубежных концертах в 1989—1992 годах. Студ. не записывалась |
| 1989 | Коралловые бусы                                            | Николаев Игорь                                  | Львович Кирилл                                                                                                  | Студ.: 1989 г. |
| 1989 | Полнолуние                                                 | Пугачёва Алла                                   | Резник Илья | Студ.: 1989 г. |
| 1989 | Три счастливых дня                                         | Пугачёва Алла                                   | Резник Илья | Музыка была написана летом 1982 года после возвращения из Франции. Впервые песня прозвучала на концерте в Корее в 1989 году, а всесоюзная премьера песни состоялась на концерте ко Дню милиции в 1989 году. Исполнялась на сольных концертах в период с 1989 по 1998 год. Студ.: 1989 г. |
| 1989 | Голубь сизокрылый                                          | Морозов Александр                               | Романов Сергей                                                                                                  | Студ.: 1989 г. |
| 1989 | Молодой человек, пригласите танцевать                      | Иванов Андрей                                   | Рубин Дмитрий                                                                                                   | Студ.: 1989 г. |
| 1989 | Я тебя так сильно любила (Пропади ты пропадом, милый)      | Пугачёва Алла                                   | Алов Александр                                                                                                  | Студ.: 1989 г. |
| 1989 | Рождество                                                  | Буйнов Александр                                | Резник Илья | Исполнялась на концертах «Рождественские встречи» в декабре 1989 года с Александром Буйновым, Александром Барыкиным, Русланом Горобцом, Батырханом Шукеновым и другими участниками. Студ.: 1989 г. |
| 1989 | Я не могу без тебя                                         | Чернавский Юрий                                 | Чернавский Юрий                                                                                                 | Дуэт с Юрием Чернавским. Студ.: 1989 г. |
| 1990 | Новая звезда                                               | Малинин Александр                               | Танич Михаил | Исполнена на новогоднем «Голубом огоньке-1991» с хором звёзд, в числе которых Иван Попов (6 лет), Александр Малинин, Лайма Вайкуле, Александр Серов, Лариса Долина, Валерий Леонтьев и Сергей Челобанов |
| 1990 | Не предавай                                                | Густов Владимир                                 | Ширяев Эрнест                                                                                                   | Исполнялась в «Рождественских встречах» в декабре 1990 года с Владимиром Густовым, Александром Ивановым и другими участниками |
| 1990 | Чао                                                        | Пугачёва Алла                                   | Алов Александр                                                                                                  | |
| 1990 | Анна Каренина                                              | Пугачёва Алла                                   | Николаев Игорь                                                                                                  | |
| 1990 | Между небом и землёй                                       | Пугачёва Алла                                   | Вахнюк Борис | |
| 1990 | Моя судьба                                                 | Буйнов Александр                                | Рубальская Лариса                                                                                               | |
| 1990 | Придумай что-нибудь                                        | Зуйков Валерий                                  | Зуйков Валерий                                                                                                  | |
| 1990 | Ням-ням                                                    | Кочулков Владимир                               | Марчукова Маргарита, Юдов Александр                                                                             | |
| 1990 | Встреча в пути                                             | Иванов Андрей                                   | Рубин Дмитрий                                                                                                   | |
| 1990 | Спасибо                                                    | Пугачёва Алла                                   | Вахнюк Борис | |
| 1991 | Бог с тобой                                                | Пугачёва Алла                                   | Николаев Игорь                                                                                                  | |
| 1991 | Не говори «прощай»                                         | Минаев Сергей                                   | Минаев Сергей                                                                                                   | Исполнена в телепередаче «50х50» с остальными участниками |
| 1991 | Пятьдесят на пятьдесят                                     | Минаев Сергей                                   | Минаев Сергей                                                                                                   | Исполнена в телепередаче «50х50» с остальными участниками |
| 1991 | Я ждала Вас так долго                                      | Паулс Раймонд                                   | Резник Илья | Записана для «Рождественских встреч-92». Премьера новой версии состоялась 26 февраля 2016 года на юбилейном вечере Раймонда Паулса «Святая к музыке любовь…». 2 студ.: 1991, 2016 гг. |
| 1991 | Глаза людей                                                | Челобанов Сергей                                | Резник Илья | Дуэт с Сергеем Челобановым |
| 1991 | Незваный гость                                             | Николаев Игорь                                  | Николаев Игорь                                                                                                  | Дуэт с Сергеем Челобановым |
| 1991 | Озеро надежды                                              | Николаев Игорь                                  | Николаев Игорь                                                                                                  | |
| 1991 | Беглец                                                     | Николаев Игорь                                  | Николаев Игорь                                                                                                  | |
| 1991 | Мимоходом                                                  | Николаев Игорь                                  | Николаев Игорь                                                                                                  | 2 студ.: 1991, 2003 гг. |
| 1991 | Кристиан                                                   | Окороков Виталий                                | Шаганов Александр                                                                                               | |
| 1991 | Если я делаю тебе хорошо                                   | Лебедева Ольга                                  | Лебедева Ольга                                                                                                  | |
| 1991 | Не оставляй меня одну                                      | Лебедева Ольга                                  | Лебедева Ольга                                                                                                  | |
| 1991 | Ты не мужчина                                              | Лебедева Ольга                                  | Лебедева Ольга                                                                                                  | |
| 1991 | Вальс (Рождественский бал)                                 | Минков Марк                                     | Рыбчинский Юрий                                                                                                 | |
| 1991 | Любовь должна быть доброю                                  | Резник Илья                                     | Резник Илья | Резник предлагал Пугачёвой песню при знакомстве в 1972 году, однако тогда она её не исполнила. Исполнялась в «Рождественских встречах» в декабре 1991 года с Ильёй Резником. Студ. не записывалась |
| 1992 | Ничего я не хочу                                           | Пугачёва Алла                                   | Пугачёва Алла                                                                                                   | В репетициях известна с 1989 года, оттуда одна из записей вошла в так называемый «Подпольный альбом» 1989 г. В концертном репертуаре с 1992 по 1998 год. Студ. не записывалась |
| 1992 | Ах, как живётся мне сегодня!                               | Пугачёва Алла                                   | Пугачёва Алла                                                                                                   | В репетициях известна с 1988 года (другая музыка), оттуда одна из записей вошла в так называемый «Подпольный альбом» 1989 г. Распространённый вариант был исполнен на концертах «Рождественские встречи—1993» в декабре 1992 г. 2 студ.: 1992, 1994 г. |
| 1992 | Большак (Песня о любви)                                    | Фрадкин Марк                                    | Доризо Николай                                                                                                  | Впервые была исполнена в «Рождественских встречах» в декабре 1992 года. 2 студ.: 1992, 1994 г. |
| 1992 | Осенний поцелуй                                            | Пугачёва Алла                                   | Николаев Игорь                                                                                                  | |
| 1992 | Близкие люди                                               | Николаев Игорь                                  | Николаев Игорь                                                                                                  | |
| 1992 | Сыграем в любовь                                           | Барыкин Александр                               | Маликов Вадим                                                                                                   | Дуэт с Сергеем Челобановым |
| 1992 | Снежный мальчик                                            | Крутой Игорь                                    | Казакова Римма                                                                                                  | Премьера песни состоялась на «Рождественских встречах» в декабре 1992 года. Этой песней певица открывала сольные концерты по стране и за рубежом в период с 1993 по 1995 год. В новой версии песня была исполнена на Творческом вечере Игоря Крутого в 2001 году, а также исполнялась в концертной программе «Мы приехали». 2 студ.: 1992, 2001 гг. |
| 1992 | Мечты                                                      | Кузьмин Владимир                                | Кузьмин Владимир                                                                                                | |
| 1992 | Остров надежды                                             | Серкебаев Байгали                               | Шакеев Еркеш, Миклошич Владимир                                                                                 | Исполнялась в «Рождественских встречах» в декабре 1992 года с Батырханом Шукеновым, Владимиром Пресняковым-младшим, Сергеем Челобановым и другими участниками |
| 1993 | Бежала голову сломя                                        | Пугачёва Алла                                   | Вахнюк Борис | |
| 1993 | Две рюмки                                                  | Пугачёва Алла                                   | Костюрин Диомид                                                                                                 | |
| 1993 | Не брани меня родная                                       | Дюбюк Александр                                 | Разорёнов Алексей                                                                                               | Исполнена на концерте в Санкт-Петербурге 15 августа 1993 года. Студ. не записывалась |
| 1993 | Свита                                                      | Укупник Аркадий                                 | Крастошевский Кирилл                                                                                            | Песня из репертуара Сергея Челобанова. В студийной записи голос Пугачёвой присутствует в последнем четверостишии, а также в качестве бэк-вокала. |
| 1993 | Сильная женщина                                            | Укупник Аркадий                                 | Пугачёва Алла, Алов Александр, Крастошевский Кирилл                                                             | Премьера песни состоялась на новогоднем «Голубом огоньке-1994». |
| 1993 | Да, да, нет, да                                            | Укупник Аркадий                                 | Алов Александр                                                                                                  | |
| 1993 | Так иди же сюда                                            | Пугачёва Алла                                   | Пугачёва Алла                                                                                                   | |
| 1993 | Свирель                                                    | Николаев Игорь                                  | Николаев Игорь                                                                                                  | |
| 1993 | Свечи зажги                                                | Гительман-Наумов Борис                          | Шаганов Александр, Витке Герман                                                                                 | Исполнялась в «Рождественских встречах» в декабре 1993 года с Батырханом Шукеновым, Владимиром Пресняковым-младшим, Сергеем Челобановым и другими участниками концерта |
| 1993 | Россия                                                     | Голд Гарри                                      | Резник Илья | Исполнена на заключительном концерте телевизионного фестиваля «Песня года-1993» |
| 1994 | Берёзовый сок                                              | Баснер Вениамин                                 | Матусовский Михаил                                                                                              | Исполнена совместно с ВИА «Песняры» на фестивале «Славянский базар» летом 1994 года. Студ. не записывалась |
| 1994 | Пісня про рушник                                           | Майборода Платон                                | Малышко Андрей                                                                                                  | На украинском языке. В переводе на русский — «Песня о рушнике». Студ. не записывалась |
| 1994 | כאן נולדתי כאן נולדתי (Can noladeti)                       | Хитман Узи                                      | Хитман Узи | Дуэт с Филиппом Киркоровым. На иврите. В переводе на русский — «Здесь родился я» |
| 1994 | Грабитель                                                  | Лукьянов Александр                              | Белкин Григорий                                                                                                 | |
| 1994 | Любовь, похожая на сон                                     | Крутой Игорь                                    | Горбачёва Валерия                                                                                               | Исполнена на заключительном концерте телевизионного фестиваля «Песня года-1994», на творческих вечерах Игоря Крутого и на своём творческом вечере в рамках фестиваля «Новая волна 2014» в Юрмале 25 июля 2014 года. В новой версии песня была исполнена на творческом вечере Игоря Крутого 22 ноября 2014 года и на юбилейном сольном концерте Пугачёвой «P.S.», который прошёл в Москве в ГКД 17 апреля 2019 г. 2 студ.: 1994, 2014 гг. |
| 1994 | Ты мне должен закаты                                       | Укупник Аркадий                                 | Алов Александр                                                                                                  | |
| 1994 | Настоящий полковник                                        | Пугачёва Алла                                   | Исаков Юрий (Исаев А.)                                                                                          | |
| 1994 | Бессонница                                                 | Пугачёва Алла                                   | Дербенёв Леонид                                                                                                 | |
| 1994 | Не делайте мне больно, господа                             | Пугачёва Алла                                   | Алов Александр                                                                                                  | |
| 1994 | Мэри                                                       | Пугачёва Алла                                   | Пугачёва Алла                                                                                                   | |
| 1994 | Колдун                                                     | Соболь Дмитрий                                  | Пляцковская Наталья                                                                                             | |
| 1994 | Песня остаётся с человеком                                 | Островский Аркадий                              | Островой Сергей                                                                                                 | Исполнена на заключительных концертах телевизионного фестиваля «Песня года» в , 1994, 1995, 1997 и 2002 годах с хором звёзд |
| 1994 | Зайка моя                                                  | Касторский Сергей                               | Платицын Виктор и другие                                                                                        | В исполнении Филиппа Киркорова. Пугачёва поёт последние 4 строчки |
| 1994 | Ангел-хранитель мой                                        | Крутой Игорь                                    | Николаев Игорь                                                                                                  | Исполнена с хором звёзд 30 сентября 1994 года на творческом вечере Игоря Крутого в Театре оперетты и 22 ноября 2014 года на творческом вечере И. Крутого в СК «Олимпийский» |
| 1995 | Осенние листья                                             | Мокроусов Борис                                 | Лисянский Марк                                                                                                  | Записана для телефильма «Старые песни о главном», однако прозвучала во второй части — «Старые песни о главном — 2» (режиссёры Джаник Файзиев, Андрей Кнышев). Исполнена на фестивале «Новая волна 2015» в Сочи 7 октября 2015 года |
| 1997 | Примадонна                                                 | Пугачёва Алла                                   | Пугачёва Алла                                                                                                   | Исполнена на международном конкурсе «Евровидение-1997» в Ирландии 3 мая 1997 года, а также исполнялась в концертных программах последующих лет: «Мы приехали» (2001—2007) и «Сны о любви» (2009—2010). 2 студ.: 1997, 2009 гг. |
| 1997 | Diva Prima Donna                                           | Пугачёва Алла                                   | Ривгош Мишель                                                                                                   | «Примадонна» на французском языке |
| 1997 | Primadonna                                                 | Пугачёва Алла                                   | Форсман Ингела                                                                                                  | «Примадонна» на английском языке |
| 1997 | Москва на все времена                                      | Дунаевский Максим                               | Кантор Герц | Исполнена в одноимённом спектакле-дивертисменте на церемонии закрытия празднования 850-летия Москвы в Лужниках. Студ. не записывалась |
| 1997 | Sunny                                                      | Хебб Бобби                                      | Хебб Бобби | Песня из репертуара группы «Boney M», записана для телефильма «Старые песни о главном — 3» (режиссёр Василий Пичул). В окончательный вариант фильма не вошла |
| 1997 | Австралиец                                                 | Андриянов Эдуард                                | Андриянов Эдуард                                                                                                | 2 студ.: 1997 г. |
| 1997 | В Петербурге гроза                                         | Лукьянов Александр                              | Лукьянов Александр                                                                                              | |
| 1997 | Мы в этой жизни                                            | Снежина Татьяна                                 | Снежина Татьяна                                                                                                 | 2 студ.: 1997, 2021 г. |
| 1997 | Позови меня с собой                                        | Снежина Татьяна                                 | Снежина Татьяна                                                                                                 | 1 студ.: 1997 |
| 1997 | В воду войду                                               | Куликов Анатолий                                | Куликов Анатолий                                                                                                | |
| 1997 | Рождественская песня (Солнце в облаках)                    | Куликов Анатолий                                | Куликов Анатолий                                                                                                | |
| 1997 | Песня о Москве                                             | Мисин Андрей                                    | Кавалерян Карен                                                                                                 | |
| 1997 | Не улетай                                                  | Мисин Андрей                                    | Кавалерян Карен                                                                                                 | |
| 1997 | Счастье                                                    | Молчанов Олег                                   | Славоросов Аркадий                                                                                              | |
| 1997 | А ты не знал                                               | Венгеров Александр                              | Резник Илья | |
| 1997 | Успокой                                                    | Пугачёва Алла                                   | Вахнюк Борис | Исполнялась сольно и в дуэте с Иосифом Кобзоном. 2 студ.: 1997 г. |
| 1997 | Как-нибудь                                                 | Розенбаум Александр                             | Розенбаум Александр                                                                                             | |
| 1998 | Мал-помалу                                                 | Ружицкий Александр                              | Ружицкий Александр                                                                                              | |
| 1998 | Ты мой сон                                                 | Лукьянов Александр                              | Лукьянов Александр, Пугачёва Алла                                                                               | |
| 1998 | Ухожу                                                      | Крутой Игорь                                    | Осиашвили Симон                                                                                                 | |
| 1998 | Доченька                                                   | Савченко Андрей                                 | Рубальская Лариса                                                                                               | Впервые была исполнена на концерте в Перми в 1998 году. Студ.: 1999 г. |
| 1998 | Я тебя боготворю                                           | Николаев Игорь                                  | Резник Илья | |
| 1998 | Не обижай меня                                             | Николаев Игорь                                  | Николаев Игорь                                                                                                  | Впервые была исполнена на Творческом вечере Игоря Николаева 17 января 1998 года. Также исполнялась в концертной программе «Избранное» с 1998 по 1999 год. Студ.: 1998 г. |
| 1998 | Начни сначала                                              | Сушко Владимир, Платицына Наталья               | Платицына Наталья                                                                                               | Исполнялась на сольных концертах в период с 1998 по 2000 год. Студ. не записывалась |
| 1998 | Рулатэ                                                     | народная, обработка Оскара Фельцмана            | народный, Войнович Владимир (перевод)                                                                           | Студ. не записывалась |
| 1999 | We shall overcome                                          | Хортон Сильвия, Караван Гай, Хейс Ли, Сигер Пит | Хортон Сильвия, Караван Гай, Хейс Ли, Сигер Пит                                                                 | Исполнена на концерте с гей-хором Лос-Анджелеса в зале им. Чайковского. Студ. не записывалась |
| 1999 | Осторожно, листопад!                                       | Лукьянов Александр                              | Городова Мария                                                                                                  | |
| 1999 | Две свечи                                                  | Брейтбург Ким                                   | Брейтбург Ким                                                                                                   | Дуэт с Борисом Моисеевым |
| 1999 | Белый снег                                                 | Есенин Павел                                    | Небылова Елена                                                                                                  | |
| 1999 | Заходите, гости                                            | Венгеров Александр                              | Гельман Ян | |
| 1999 | Не сгорю                                                   | Корнилов Игорь                                  | Гончарова Мария                                                                                                 | |
| 1999 | Свеча горела на столе…                                     | Пугачёва Алла                                   | Пастернак Борис                                                                                                 | Впервые исполнена на презентации макси-сингла «Белый снег» 5 февраля 2000 г. Также исполнялась в концертных программах последующих лет: «Мы приехали» (2001—2007) и «Сны о любви» (2009—2010) |
| 1999 | Непогода                                                   | Пугачёва Алла, Лоткин Вадим                     | Павлюткина Ирина                                                                                                | |
| 1999 | Дружная семья                                              | Пугачёва Алла, Лоткин Вадим                     | Гельман Ян | Исполнена с Кристиной Орбакайте, Филиппом Киркоровым и Никитой Пресняковым на новогоднем «Голубом огоньке» (эфир в ночь на 1 января 2000) |
| 2000 | Соловушка                                                  | Сушко Владимир                                  | Платицына Наталья                                                                                               | Исполнена на презентации макси-сингла «Белый снег» 5 февраля 2000 г. и на юбилейном сольном концерте Пугачёвой «P.S.», который прошёл в Москве в ГКД 17 апреля 2019 г. Студ. 2019 |
| 2000 | Мадам Брошкина                                             | Ружицкий Александр                              | Ружицкий Александр                                                                                              | |
| 2000 | Частушки [№ 1]                                             |                                                 | | Исполнены на презентации макси-сингла «Белый снег» 5 февраля 2000 г. Студ. не записывалась |
| 2000 | Разведённые мосты                                          | Бабаджанян Арно                                 | Орлов Виктор | Студ. не записывалась |
| 2000 | Девочка Секонд-хэнд                                        | Пугачёва Алла                                   | Танич Михаил | |
| 2000 | Голубка                                                    | Ирадье Себастьян де                             | Десаж К., Сикорская Татьяна (перевод), Болотин Самуил (перевод)                                                 | |
| 2000 | Миллениум                                                  | Венгеров Александр                              | Гельман Ян | |
| 2000 | Водяные да лешие                                           | Пугачёва Алла                                   | Филиппова Карина                                                                                                | |
| 2001 | Любовь                                                     | Пугачёва Алла                                   | Пугачёва Алла                                                                                                   | Впервые была исполнена в апреле 2001 года на концерте в Туле. Также исполнялась в концертных программах последующих лет: «Мы приехали» (2001—2007) и «Сны о любви» (2009—2010). 2 студ.: 2001 г., 2009 г. |
| 2001 | Зона                                                       | Крутой Игорь                                    | Пугачёва Алла                                                                                                   | 2 студ.: 2001, 2009 гг. |
| 2001 | Тысяча лет                                                 | Крутой Игорь                                    | Николаев Игорь                                                                                                  | |
| 2001 | Игра                                                       | Крутой Игорь                                    | Назарова Татьяна                                                                                                | Исполнена на творческом вечере Игоря Крутого 22 ноября 2014 года |
| 2001 | Речной трамвайчик                                          | Крутой Игорь                                    | Муравьёв Евгений                                                                                                | |
| 2001 | Будь или не будь                                           | Любаша                                          | Любаша | дуэт с Максимом Галкиным |
| 2001 | Приехали                                                   | Любаша                                          | Любаша | |
| 2001 | Не плачь                                                   | Любаша                                          | Любаша | |
| 2001 | Голова                                                     | Любаша                                          | Любаша | |
| 2001 | Все ушли в осень                                           | Любаша                                          | Любаша | |
| 2001 | А ада                                                      | Любаша                                          | Любаша | Вторая студийная версия была записана для фестиваля Новая волна 2014 в Юрмале, но так и не прозвучала там. Премьера состоялась 20 февраля 2015 года на «Русском радио». 2 студ.: 2001, 2014 гг. |
| 2001 | Я всё расставлю на свои места                              | Попков Олег                                     | Попков Олег | |
| 2002 | Спасательный круг                                          | Барыкин Александр                               | Жагун Павел | Исполнена на юбилейном вечере Александра Барыкина вместе с Александром Барыкиным, Алексеем Глызиным, Александром Ивановым и другими артистами |
| 2002 | Я пою                                                      | Барыкин Александр                               | Славоросов Аркадий                                                                                              | Исполнена на юбилейном вечере Александра Барыкина, а также открывала сольные концерты прощального тура «Сны о любви». Есть второй вариант песни, где вступление растянуто немного дольше обычного и в начале четвёртого куплета присутствует дополнительный бэк-вокал. |
| 2002 | Это — любовь                                               | Пугачёва Алла                                   | Пугачёва Алла                                                                                                   | Исполнялась сольно и в дуэте с Максимом Галкиным |
| 2002 | Холодно                                                    | Попков Олег                                     | Попков Олег | дуэт с Максимом Галкиным |
| 2002 | Только не назад                                            | Попков Олег                                     | Попков Олег | |
| 2002 | Живи спокойно, страна!                                     | Крутой Игорь                                    | Рубальская Лариса                                                                                               | Впервые исполнена на «Новогоднем Голубом огоньке на Шаболовке». Также исполнялась в концертной программе «Мы приехали», на юбилейном концерте-бенефисе «С Днём рождения, Алла!» 15 апреля 2009 года и на творческом вечере Игоря Крутого 22 ноября 2014 года (в телеверсию песня не вошла). Бэк-вокал Игоря Крутого. |
| 2003 | Исчезнет грусть                                            | Забелин Владислав                               | Забелин Владислав                                                                                               | Студ.: 2003 г. |
| 2003 | Отдыхай                                                    | Сушко Владимир                                  | Платицына Наталья                                                                                               | Исполнена в телемюзикле «За двумя зайцами». Исполнена на фестивале «Новая волна 2015» в Сочи 6 октября 2015 года. Студ.: 2003 г. |
| 2003 | Хочется                                                    | Попков Олег                                     | Попков Олег | Исполнена в телемюзикле «За двумя зайцами». Исполнена на фестивале «Новая волна 2015» в Сочи 3 октября 2015 года. Студ.: 2003,2015 гг. |
| 2003 | Хватит мечтать                                             | Кашин Павел                                     | Кашин Павел | Исполнена в телемюзикле «За двумя зайцами» |
| 2003 | Приданое                                                   | Данилко Андрей                                  | Гарцман Аркадий                                                                                                 | Исполнена в телемюзикле «За двумя зайцами» |
| 2003 | Ссора                                                      | Данилко Андрей                                  | Данилко Андрей, Гарцман Аркадий                                                                                 | Дуэт с Андреем Данилко. Исполнена в телемюзикле «За двумя зайцами» |
| 2003 | Новогодняя                                                 | Данилко Андрей, Крупник Геннадий                | Гарцман Аркадий                                                                                                 | Исполнена в телемюзикле «За двумя зайцами» |
| 2003 | Непоследний герой                                          | ?                                               | ? | |
| 2003 | Частушки [№ 2]                                             | народная                                        | Резник Илья | |
| 2003 | Частушки [№ 3]                                             | ?                                               | ? | |
| 2003 | Кафешка                                                    | Любаша                                          | Любаша | дуэт с Максимом Галкиным |
| 2003 | Снег                                                       | Любаша                                          | Любаша | |
| 2003 | Из ниоткуда (Время течёт сквозь пальцы)                    | Пугачёва Алла                                   | Пугачёва Алла                                                                                                   | |
| 2004 | Звезда                                                     | Пугачёва Алла                                   | Костюрин Диомид                                                                                                 | |
| 2004 | Why                                                        | Любаша                                          | Любаша | Песня из репертуара Ирсон Кудиковой. В студийной записи голос Пугачёвой присутствует в качестве бэк-вокала. |
| 2005 | Верю, не верю                                              | Попков Олег                                     | Попков Олег | |
| 2005 | Живём пока                                                 | Попков Олег                                     | Попков Олег | Исполнялась сольно и в дуэте с Максимом Галкиным |
| 2005 | Любовь, как состояние                                      | Попков Олег                                     | Попков Олег | Исполнялась сольно и в дуэте с Максимом Галкиным |
| 2005 | Гадалка                                                    | Зубков Игорь                                    | Кавалерян Карен                                                                                                 | с группой «Штар» |
| 2005 | Сердце ледяное                                             | Любаша                                          | Любаша | |
| 2005 | Спасибо, любовь                                            | Фадеев Максим                                   | Резник Илья | |
| 2006 | Здесь мы долго                                             | Мосс Дж.                                        | Лопатин Анатолий                                                                                                | |
| 2006 | Приглашение на закат                                       | Крутой Игорь                                    | Пугачёва Алла                                                                                                   | |
| 2006 | Холодно в городе                                           | Любаша                                          | Любаша | Исполнялась сольно и в дуэте с Филиппом Киркоровым |
| 2006 | Ресницы и твои глаза                                       | Мисин Андрей                                    | Патрушев Сергей                                                                                                 | |
| 2007 | Дожди (Где-то далеко)                                      | Разумовский Валерий                             | Разумовский Валерий                                                                                             | |
| 2007 | Одуванчик                                                  | Лукьянов Александр                              | Осиашвили Симон                                                                                                 | |
| 2007 | Синее небо                                                 | Молчанов Владимир                               | Резник Илья | |
| 2007 | Ты — там, я — там (Катятся слёзы)                          | Любаша                                          | Любаша | |
| 2007 | Опять метель                                               | Меладзе Константин                              | Меладзе Константин, Поллыева Джахан                                                                             | Исполнялась сольно и в дуэте с Кристиной Орбакайте |
| 2007 | Дин-дон                                                    | Пугачёва Алла                                   | Гельман Ян, Резник Илья                                                                                         | |
| 2007 | Goodbye                                                    | Стойчев Андрей                                  | Секачёва Ирина                                                                                                  | |
| 2007 | Жаль                                                       | Иванова Ольга                                   | Иванова Ольга                                                                                                   | |
| 2007 | Я улетаю                                                   | Иванов Александр                                | Абрашин Сергей                                                                                                  | |
| 2008 | Всё уже не важно                                           | Мисин Андрей                                    | Мисин Андрей | Исполнена на вечере премьер в рамках фестиваля Новая волна 2008 в Юрмале 27 июля 2008 года. Студ.: 2008 г. |
| 2008 | Громоотводы                                                | Ковальский Денис                                | Ковальский Денис                                                                                                | дуэт с Максимом Галкиным |
| 2008 | Прости, мальчишка                                          | Зубков Анатолий                                 | Муравьёв Евгений                                                                                                | |
| 2008 | Первое слово дороже второго                                | Серова Анна                                     | Муравьёв Евгений                                                                                                | |
| 2009 | Сады вишнёвые                                              | Пугачёва Алла                                   | Пугачёва Алла                                                                                                   | Студ.: 2009 г. |
| 2009 | Давай дружить                                              | Кулемина Светлана                               | Паламарчук Роман, Кулемина Светлана                                                                             | Исполнялась сольно и в дуэте с Николаем Басковым |
| 2009 | Старый альбом                                              | Хусид Вячеслав                                  | Добровольский Сергей                                                                                            | Исполнена в дуэте с Иосифом Кобзоном на юбилейном концерте-бенефисе «С Днём рождения, Алла!» 15 апреля 2009 года |
| 2009 | Нас не догонят                                             | Галоян Сергей, Шаповалов-Поднебесный Иван       | Кипер Елена, Полиенко Валерий                                                                                   | Исполнена в дуэте с Софией Ротару на юбилейном концерте-бенефисе «С Днём рождения, Алла!» 15 апреля 2009 года |
| 2009 | Дорогой                                                    | Стойчев Андрей                                  | Стойчев Андрей                                                                                                  | Исполнена на «Рождественских встречах-2010» в Киеве 12 декабря 2009 г. Также исполнялась на «Новогоднем Голубом огоньке на Шаболовке». |
| 2009 | Русь                                                       | Мариоли Андрей                                  | Мариоли Андрей                                                                                                  | Исполнена на «Рождественских встречах-2010» в Киеве 12 декабря 2009 г. (в украинскую телеверсию песня не вошла) |
| 2009 | По дороге к солнцу                                         | Кварта Александр                                | Кварта Александр                                                                                                | Исполнена на «Рождественских встречах-2010» в Киеве 12 декабря 2009 г. |
| 2009 | Частушки [№ 4]                                             | ?                                               | ? | Исполнены с Евгением Петросяном, Еленой Степаненко и Максимом Галкиным в телепередаче «Новогодний парад звёзд» (телеканал «Россия», эфир 31 декабря 2009 г.) |
| 2011 | Добраться домой                                            | Мисин Андрей                                    | Камлюк Наталья                                                                                                  | Премьера состоялась в документальном фильме «Первого канала» «Алла Пугачёва. Жизнь после шоу» (эфир 17 апреля 2011 года). Исполнялась также в «Рождественских встречах» 8 декабря 2012 г. Студ.: 2009 |
| 2011 | Самый высокий                                              | Макаревич Андрей                                | Макаревич Андрей                                                                                                | |
| 2011 | Сводница-судьба (Душа)                                     | Пугачёва Алла                                   | ? | В домашнем исполнении Пугачёвой известна в так называемом «Подпольном альбоме» 1989 г. (другая музыка), однако полноценная студийная запись осуществилась только в 2011 году Студ.: 2011 |
| 2012 | Не высовывайся, дочка                                      | Пугачёва Алла                                   | Алексеенко Нина                                                                                                 | Официально была опубликована через 12 лет, 31 мая 2024 года. |
| 2012 | Чеканщик                                                   | Пугачёва Алла                                   | Пугачёва Алла                                                                                                   | |
| 2012 | Где же ты, любовь                                          | Корнилов Игорь                                  | Каминская Инесса                                                                                                | Исполнена в «Рождественских встречах» 8 декабря 2012 г. |
| 2012 | Падения и взлёты                                           | Корнилов Игорь                                  | Гончарова Мария                                                                                                 | Исполнена в «Рождественских встречах» 8 декабря 2012 г. |
| 2012 | Вот и всё                                                  | Пугачёва Алла                                   | Влади Олег | Исполнена в «Рождественских встречах» 8 декабря 2012 г. |
| 2013 | Цветок огня                                                | Мисин Андрей                                    | Камлюк Наталья                                                                                                  | Исполнена в телепередаче «Новогодняя ночь на Первом» (эфир в ночь на 1 января 2014) 2 студ.: 2013, 2015 гг. |
| 2014 | Нас бьют, мы — летаем                                      | Ктитарев Андрей                                 | Поллыева Джахан                                                                                                 | Премьера состоялась 15 апреля 2014 года на «Русском радио» Исполнена на своём творческом вечере в рамках фестиваля Новая волна 2014 в Юрмале 25 июля 2014 года |
| 2014 | Я смогу                                                    | Крутой Игорь                                    | Поллыева Джахан                                                                                                 | Исполнена на творческом вечере И. Крутого 22 ноября 2014 года |
| 2015 | Война                                                      | Вагин Евгений                                   | Вагин Евгений                                                                                                   | Премьера состоялась 23 февраля 2015 года на «Русском радио» |
| 2015 | Тянет сердце руки                                          | Покровский Максим                               | Гуцериев Михаил                                                                                                 | Премьера состоялась 10 октября 2015 года на фестивале «Новая волна 2015» в Сочи |
| 2016 | Ты меня не оставляй                                        | Паулс Раймонд                                   | Вознесенский Андрей                                                                                             | Ранее была известна в репертуаре Валентины Легкоступовой под названием «В белых клавишах берёз». Премьера состоялась 26 февраля 2016 года на юбилейном творческом вечере Раймонда Паулса «Святая к музыке любовь…». Студ.: 2016 |
| 2016 | Под одним флагом                                           | Ктитарев Андрей                                 | Каргашин Сергей                                                                                                 | Премьера состоялась 13 июля 2016 года на бенефисе Максима Галкина в Витебске. Студ.: 2016 |
| 2016 | Не звони                                                   | Ктитарев Андрей                                 | Гуцериев Михаил                                                                                                 | Премьера состоялась 18 октября 2016 года (iTunes) Студ.: 2016 |
| 2016 | Копеечка                                                   | Малахов Алексей                                 | Малахов Алексей                                                                                                 | Премьера состоялась 19 ноября 2016 года на XX церемонии вручения музыкальной премии «Золотой граммофон» Студ.: 2016 |
| 2016 | Вдвоём                                                     | Малахов Алексей                                 | Малахов Алексей                                                                                                 | Исполнена в телепередаче «Новогодняя ночь на Первом» (эфир в ночь на 1 января 2017) Студ.: 2016 |
| 2016 | Счастливые дни                                             | Малахов Алексей                                 | Малахов Алексей                                                                                                 | Впервые была исполнена 21 января 2017 года на закрытом мероприятии — дне рождения Александра Брыксина. Публичная премьера состоялась 22 февраля 2017 года в сборном концерте «О чём поют мужчины» в Crocus City Hall (в телеверсию песня не вошла). Студ.: 2016 |
| 2017 | Пою мужчинам                                               | Жолтиков Олег                                   | Касимцева Наталья                                                                                               | Премьера состоялась 22 февраля 2017 года в сборном концерте «О чём поют мужчины», который прошёл в Москве в Crocus City Hall Студ.: 2017 |
| 2017 | Я летала                                                   | Влади Олег, Саруханов Игорь                     | Влади Олег | Премьера состоялась в ночь с 31 декабря 2017 года на 1 января 2018 года в телепередаче «Новогодняя ночь на Первом канале» Студ.: 2017 |
| 2018 | Поживи в моей шкуре                                        | Карпинчик Дмитрий                               | Касимцева Наталья                                                                                               | Премьера состоялась 17 апреля 2019 года на юбилейном сольном концерте Пугачёвой «P.S.», который прошёл в Москве в ГКД Студ.: 2016 |
| 2018 | Что вижу, то пою                                           | Найдун Сергей                                   | Касимцева Наталья                                                                                               | Студ.: 2017 |
| 2018 | Я плачу                                                    | Агутин Леонид                                   | Агутин Леонид                                                                                                   | Премьера состоялась 14 апреля 2024 года Студ.: 2018 |
| 2019 | Монолог (Я сегодня, возможно, молчанья заветы нарушу…)     | Ктитарев Андрей                                 | Филиппова Карина                                                                                                | Ранее была известна в репертуаре Валентины Толкуновой. Премьера состоялась 17 апреля 2019 года на юбилейном сольном концерте Пугачёвой «P.S.», который прошёл в Москве в ГКД |
| 2019 | Анестезия                                                  | Шаумаров Олег                                   | Касимцева Наталья                                                                                               | Премьера состоялась 17 апреля 2019 года на юбилейном сольном концерте Пугачёвой «P.S.», который прошёл в Москве в ГКД |
| 2019 | На коне                                                    | Дементьев Александр                             | Дементьев Александр                                                                                             | Премьера состоялась 17 апреля 2019 года на юбилейном сольном концерте Пугачёвой «P.S.», который прошёл в Москве в ГКД |
| 2019 | Счастье напоказ                                            | Бодолика Вячеслав                               | Якубовская Мария                                                                                                | Премьера состоялась 17 апреля 2019 года на юбилейном сольном концерте Пугачёвой «P.S.», который прошёл в Москве в ГКД |
| 2019 | Вольная                                                    | Губин Константин                                | Губин Константин                                                                                                | Премьера состоялась 17 апреля 2019 года на юбилейном сольном концерте Пугачёвой «P.S.», который прошёл в Москве в ГКД |
| 2019 | Серое пальто                                               | Петраш Николо                                   | Воронина Лариса                                                                                                 | Премьера состоялась 17 апреля 2019 года на юбилейном сольном концерте Пугачёвой «P.S.», который прошёл в Москве в ГКД |
| 2019 | Что-то надо мне                                            | Растрига Валерий                                | Растрига Валерий                                                                                                | Премьера состоялась 17 апреля 2019 года на юбилейном сольном концерте Пугачёвой «P.S.», который прошёл в Москве в ГКД |
| 2019 | Мой друг                                                   | Воронина Виктория                               | Воронина Виктория                                                                                               | Премьера состоялась 17 апреля 2019 года на юбилейном сольном концерте Пугачёвой «P.S.», который прошёл в Москве в ГКД |
| 2019 | На землю выпала роса                                       | Растрига Валерий                                | Растрига Валерий                                                                                                | Премьера состоялась 17 апреля 2019 года на юбилейном сольном концерте Пугачёвой «P.S.», который прошёл в Москве в ГКД |
| 2019 | Распахни своё окно                                         | Намин Стас                                      | Намин Стас | Была исполнена 19 ноября 2019 года на юбилейном концерте группы Стаса Намина «Цветы», который прошёл в Москве в ГКД |
| 2019 | Мы желаем счастья вам!                                     | Намин Стас                                      | Шаферан Игорь                                                                                                   | Была исполнена 19 ноября 2019 года на юбилейном концерте группы Стаса Намина «Цветы», который прошёл в Москве в ГКД |
| 2024 | Не беспокойся за меня                                      | Губин Константин                                | Пугачёва Алла, Губин Константин                                                                                 | Премьера состоялась 3 марта 2024 года. |
| 2024 | Береги                                                     | Губин Константин                                | Губин Константин                                                                                                | Дуэт с Женей Моисеевым. Премьера состоялась 29 марта 2024 года. |
| 2024 | Жизнь слишком хороша                                       | Ступкевич Андрей                                | Старостина Юлия                                                                                                 | Премьера состоялась 15 апреля 2024 года, в день 75-летия певицы |
| 2024 | Ложный стыд                                                | Мисин Андрей                                    | Гуцериев Михаил                                                                                                 | Премьера состоялась 21 мая 2024 года. |
| 2025 | Мама                                                       | Мисин Андрей                                    | Пугачёва Алла                                                                                                   | Премьера состоялась 1 апреля 2025 года. |
| 2025 | Поцелуи войны                                              | Мисин Андрей                                    | Ордынец Андрей                                                                                                  | Премьера состоялась 1 апреля 2025 года. |
| 2025 | Верьте или не верьте                                       | Мисин Андрей                                    | Ордынец Андрей                                                                                                  | Премьера состоялась 25 апреля 2025 года. «Заключительная песня из цикла «Поцелуи войны», посвящённая моему отцу и его друзьям фронтовикам. Светлая память…» - Алла Пугачёва |

## Незавершённые песни
В список включены песни, над которыми Пугачёва работала и репетировала, но которые так и не были исполнены на сцене или записаны в студии. Также включены песни, исполнявшиеся в узком кругу.
Зелёным выделены песни, записи которых не сохранились.
| Год  | Название                                   | Авторы музыки         | Авторы текста       | Примечания |
| ---- | ------------------------------------------ | --------------------- | ------------------- | --- |
| 1981 | Мой милый, если б не было войны            | Минков Марк           | Шаферан Игорь       | Запись исполнения не сохранилась. Впоследствии вошла в репертуар Валентины Толкуновой Студ.: 1981 г. (?) |
| 1983 | Выходи на бой                              | Пугачёва Алла         | Резник Илья         | Репетировалась во время гастролей в Ленинграде в марте 1983 года |
| 1989 | А все, кому не лень                        | Пугачёва Алла         | ?                   | |
| 1989 | Кассета                                    | Пугачёва Алла         | ?                   | |
| 1989 | Миру надоела болтовня                      | Пугачёва Алла         | Дербенёв Леонид     | |
| 1989 | Няня                                       | Пугачёва Алла         | Фет Афанасий        | В том же году вошла в репертуар Филиппа Киркорова под названием «Ночь». |
| 1989 | Отчего со всеми я любезна                  | Пугачёва Алла         | Фет Афанасий        | |
| 1989 | Посмотри на меня                           | Пугачёва Алла         | ?                   | |
| 1989 | Старик, ты не врубаешься ваще              | Пугачёва Алла         | Пугачёва Алла       | |
| 1989 | Там, где нас нет                           | Пугачёва Алла         | Пугачёва Алла       | Представляет собой непереводимый напев из вымышленных слов |
| 1989 | Уехал ты ровно в полночь                   | Пугачёва Алла         | ?                   | |
| 1989 | Цыганский напев                            | Пугачёва Алла         | Пугачёва Алла       | Представляет собой непереводимый напев из вымышленных слов |
| 1989 | Вот и всё                                  | ?                     | ?                   | Дуэт-импровизация с Жанной Агузаровой |
| 1990 | Пьём за нашу встречу (Будь здоров, дружок) | Николаев Игорь        | Николаев Юрий       | Дуэт с Александром Кальяновым |
| 1990 | Кони (Дума)                                | Розенбаум Александр   | Розенбаум Александр | Дуэт с Александром Розенбаумом |
| 1993 | Стена                                      | Укупник Аркадий       | Танич Михаил        | Известна демозапись. Полноценная студийная запись не осуществлялась. Впоследствии вошла в репертуар Ларисы Долиной |
| 1993 | Вечная свадьба                             | ?                     | ?                   | Репетировалась на концертах в Санкт-Петербурге в 1993 году |
| 1998 | Боже                                       | Добронравов Александр | Пеленягрэ Виктор    | Записывалась в студии «Олимпик» в 1998 году |
| 2010 | Ти, ти, ти                                 | Челентано Адриано     | Спасов Милчо        | На болгарском языке. В переводе на русский — «Ты, ты, ты». Песня из репертуара Лили Ивановой. Репетировалась во время прощального тура «Сны о любви» в феврале 2010 г. Пугачёва планировала исполнить её на последнем концерте в Болгарии 29 марта 2010 года, но так и не исполнила |

## Песни, написанные для других исполнителей
| Год  | Название             | Авторы музыки    | Авторы текста                     | Исполнитель        | Примечания |
| ---- | -------------------- | ---------------- | --------------------------------- | ------------------ | --- |
| 1987 | В городе моём        | Пугачёва Алла    | Резник Илья                       | Агузарова Жанна    | Издана в компиляции «The Best» (1999). В 1989 в репертуаре Пугачёвой появилась песня «Три счастливых дня» на эту же музыку, но другие стихи                                                             |
| 1989 | Святочная ночь       | Пугачёва Алла    | Фет Афанасий                      | Киркоров Филипп    | В домашнем исполнении Пугачёвой известна в так называемом «Подпольном альбоме» 1989 г., однако она никогда её не исполняла в концертах и не записывала в студии.                                        |
| 1991 | Переулок ночной      | Пугачёва Алла    | Костюрин Диомид                   | Челобанов Сергей   | Издана в альбоме «Незванный гость» (1993) |
| 1992 | Новолуние            | Андриеску Виржил | Пугачёва Алла                     | Челобанов Сергей   | Издана в альбоме «Не знаю, как тебе сказать…» (1993) |
| 1992 | Подари на память мне | Челобанов Сергей | Пугачёва Алла                     | Челобанов Сергей   | Издана в альбоме «Не знаю, как тебе сказать…» (1993) |
| 1992 | О, Боже!             | Окороков Виталий | Пугачёва Алла                     | Челобанов Сергей   | Изначально автором слов был Виталий Окороков, тогда песня называлась «Девчонка». Однако Пугачёвой не понравился текст песни, и она его переделала. Издана в альбоме «Не знаю, как тебе сказать…» (1993) |
| 1992 | Роль шута            | Пугачёва Алла    | Кохановский Игорь                 | Буйнов Александр   | Издана в альбоме «Гостиница Разгульная» (1993) |
| 1999 | Бесприютная душа     | Зубков Игорь     | Пугачёва Алла, Булдаков Антон     | Орбакайте Кристина | Издана в альбоме «Май» (2000) |
| 1999 | Май                  | Корнилов Игорь   | Пугачёва Алла, Резник Илья        | Орбакайте Кристина | Издана в альбоме «Май» (2000) |
| 2000 | Shoup up!            | Пугачёва Алла    | Буйнов Александр, Добрюха Николай | Буйнов Александр   | Издана в альбоме «Любовь на двоих» (2000) |
| 2001 | Аист                 | Пугачёва Алла    | Любаша                            | Орбакайте Кристина | Издана в альбоме «Верь в чудеса» (2002) |
| 2007 | Выстрел              | Кудикова Ирсон   | Пугачёва Алла                     | Кудикова Ирсон     | Издана в альбоме «Точка G» (2009) |
| 2011 | Девочка моя          | Павлиашвили Сосо | Пугачёва Алла                     | Павлиашвили Сосо   | Премьера состоялась 26 мая 2011 года в одном из выпусков телепередачи «Фактор А» (телеканал «Россия», эфир 27 мая 2011)                                                                                 |
| 2016 | На ромашке я гадаю   | Стойчев Андрей   | Пугачёва Алла                     | Орбакайте Кристина | Издана в альбоме «Бессонница» (2016) |